# Вооружённые силы СССР

Флаг (знамя) ВС СССР

Вооружённые си́лы Сою́за Сове́тских Социалисти́ческих Респу́блик (ВС СССР) — военная организация Союза Советских Социалистических Республик (СССР), совокупность органов военного управления, видов вооруженных сил, отдельных, специальных войск, служб и тыла, предназначенных для защиты советских интересов, мирного труда советского народа, суверенитета и территориальной целостности государства. 
В состав Вооружённых сил Союза входили:
- Центральные органы военного управления,
- Советская армия (до февраля 1946 года называлась Рабоче-крестьянской Красной армией (сокращённо Красная армия, РККА):
  - Сухопутные войска,
  - Военно-воздушные силы,
  - Войска противовоздушной обороны,
  - Ракетные войска стратегического назначения,
  - Войска гражданской обороны,
- Военно-морской флот;
- Тыл вооружённых сил;
- Пограничные войска КГБ СССР — до 1989 года;
- Внутренние войска МВД СССР — до 1989 года[4].

К середине 1980-х годов Вооружённые силы Союза были одними из сильнейших и крупнейших в мире и обладали большими запасами ядерного и химического оружия. К 1985 году ВС Союза ССР по численности личного состава, были самыми крупными в мире, а также самые боеспособные формирования войск и сил ВС СССР, были развернуты в государствах Восточной Европы для противостояния при возможном военном вторженим войск и сил NATO — OTAN. Несмотря на распад (развал) Советского Союза в конце 1991 года, Вооружённые силы СССР де-факто просуществовали вплоть до конца 1993 года — в виде ОВС СНГ.

## История
Вооружённые силы СССР были образованы 30 декабря 1922 года вместе с образованием СССР.
Впервые определение «Вооружённые Силы СССР» появилось в первой союзной Конституции — основном законе государства, принятой II Всесоюзным съездом Советов СССР 31 января 1924 года:

1. Ве́дению Союза Советских Социалистических Республик в лице его верховных органов, подлежат:

<…>
к) организация и руководство вооружёнными силами Союза ССР;
<…>
— Конституция СССР 1924 года (первоначальная редакция)
В дальнейшем это определение было закреплено и в следующей Конституции СССР 1936 года.
После окончания Гражданской войны была проведена демобилизация РККА, и к концу 1923 года в ней осталось всего около полумиллиона человек.
В конце 1924 года Реввоенсовет принял 5-летний план военного строительства, одобренный III съездом Советов СССР полгода спустя. Было решено сохранить кадровое ядро армии и при наименьших затратах обучить военному делу как можно больше людей. В результате за десять лет 3/4 всех дивизий стали территориальными — новобранцы находились в них на учебных сборах по два — три месяца в год в течение пяти лет.
Но в 1934—1935 годах военная политика изменилась и 3/4 всех дивизий стали кадровыми. В сухопутных войсках в 1939 году по сравнению с 1930 годом количество артиллерии увеличилось в 7 раз, в том числе противотанковой и танковой — в 70 раз. Развивались танковые войска и ВВС. Количество танков с 1934 года по 1939 год выросло в 2,5 раза, в 1939 году по сравнению с 1930 годом общее количество самолётов увеличилось в 6,5 раза. Развернулось строительство надводных кораблей различных классов, подводных лодок а также самолётов морской авиации. В 1931 году появились Воздушно-десантные войска, которые до 1946 года входили в состав ВВС.
22 сентября 1935 года были введены персональные воинские звания, а 7 мая 1940 года — генеральские и адмиральские звания. Командный состав понёс большие потери в 1937—1938 годах в результате «Большого террора».
1 сентября 1939 года был принят Закон СССР «О всеобщей воинской обязанности», который дал окончательное определение Вооружённым силам СССР, как структурной государственной военной организации, состоящей из видов и родов вооружённых сил советского государства того периода:

Статья 4:

Вооружённые Силы СССР состоят из Рабоче-Крестьянской Красной Армии, Рабоче-Крестьянского Военно-Морского Флота, пограничных и внутренних войск.
— Закон СССР от 1 сентября 1939 года «О всеобщей воинской обязанности» (исходная редакция)
Согласно данному закону «О всеобщей воинской обязанности», все годные по состоянию здоровья мужчины должны были служить в армии три года, на флоте — пять лет (по прежнему закону 1925 года «лишенцы» — лишённые избирательных прав «нетрудовые элементы» — в армии не служили, а зачислялись в тыловое ополчение). К этому времени Вооружённые силы СССР полностью были кадровыми, а численность их возросла до 2 миллионов человек.
Вместо отдельных танковых и броневых бригад, которые с 1939 года являлись основными соединениями бронетанковых войск, началось сформирование танковых и механизированных дивизий. В Воздушно-десантных войсках стали формировать воздушно-десантные корпуса, а в ВВС — переходить с 1940 года на дивизионную организацию.
На 22 июня 1941 года ВС Союза ССР состояли из органов военного управления, РККА (сухопутные войска (79,3 %), ВВС (11,5 %), ПВО (3,4 %)), ВМФ (5,6 %), войск и сил НКВД и НКПС. Народный комиссариат обороны Союза ССР осуществлял руководство РККА (сухопутными войсками, ВВС, ПВО и тыл ВС). Народный комиссариат Военно-морского флота руководил ВМФ Союза. Формированиями внутренних дел, госбезопасности, путей сообщения руководили их наркоматы. Генеральный штаб Вооруженных сил призван был осуществлять координацию всех мероприятий по укреплению обороноспособности государства рабочих и крестьян.
За 9 суток с 22 июня 1941 года по 1 июля 1941 года в Вооружённые Силы СССР влилось 5,3 миллиона человек.
За три года Великой Отечественной войны удельный вес коммунистов в Вооружённых Силах увеличился вдвое и к концу 1944 года составил 23 процента в армии и 31,5 процента на флоте. В конце 1944 года в Вооружённых Силах насчитывалось 3 030 758 коммунистов, что составляло 52,6 процента всей численности партии. В течение года значительно расширилась сеть первичных партийных организаций: если на 1 января 1944 года в армии и на флоте их насчитывалось 67 089, то на 1 января 1945 года — уже 78 640.
К концу Великой Отечественной войны в 1945 году Вооружённые силы СССР насчитывали более 11 000 000 человек. В соответствии с принятым Законом СССР, от 23 июня 1945 года, о демобилизации армии, авиации и флота, произошёл последовательный перевод Вооружённых сил Союза на штаты мирного времени. Демобилизация в СССР началась 5 июля 1945 года и завершилась в 1948 году, ВС СССР были сокращены с более 11 000 000 до менее 3 000 000 человек личного состава, были упразднены Государственный комитет обороны (ГКО), Ставка Верховного Главнокомандования (СВГК) и практически все фронты (кроме Дальневосточного и Забайкальского). Количество военных округов в 1945—1946 годах уменьшилось с 33 единиц до 21. Значительно сократилось количество личного состава, вооружения и военной техники войск дислоцированных в Восточной Германии, Австрии, Венгрии, Чехословакии, Польше, Болгарии, Норвегии, Финляндии, Дании и Румынии. В сентябре 1945 года советские войска были выведены из Северной Норвегии, в ноябре — из Чехословакии, в апреле 1946 года — с острова Борнхольм (Дания), в декабре 1947 года — из Болгарии.
В сентябре 1954 года в районе Оренбурга было проведено крупное войсковое учение с реальным взрывом атомной бомбы.
С 1955 года руководство СССР выступало с призывом прекратить гонку вооружений и сократить численность вооруженных сил всех стран. На 1 марта 1953 года численность вооруженных сил СССР составляла 5 396 038 чел. За период с 1 марта 1953 года по 1 января 1956 года было сокращено 989 822 военнослужащих — таким образом, численность вооруженных сил к 1 января 1956 года, составила 4 406 216 человек. Затем она продолжила снижаться и на 1 декабря 1959 года число военнослужащих достигло 3 623 000 человек. Но с августа 1961 года в связи с Берлинским кризисом вновь начался рост вооруженных сил и к концу 1961 года их численность составила 3 800 000 человек. В 1955—1958 годах в рамках сокращения вооруженных сил из них было уволено 2,14 млн человек, из которых около 30% составляли офицеры. При этом происходили качественные изменения вооруженных сил: в первой половине 1950-х годов на их вооружение стали поступать ядерное оружие, реактивная авиация и ракетная техника; к 1956 году были расформированы кавалерийские дивизии и пересмотрены планы по снабжению армии лошадьми и гужевыми повозками; в 1956 году были расформированы зенитные артиллерийские дивизионы и зенитно-прожекторные части.

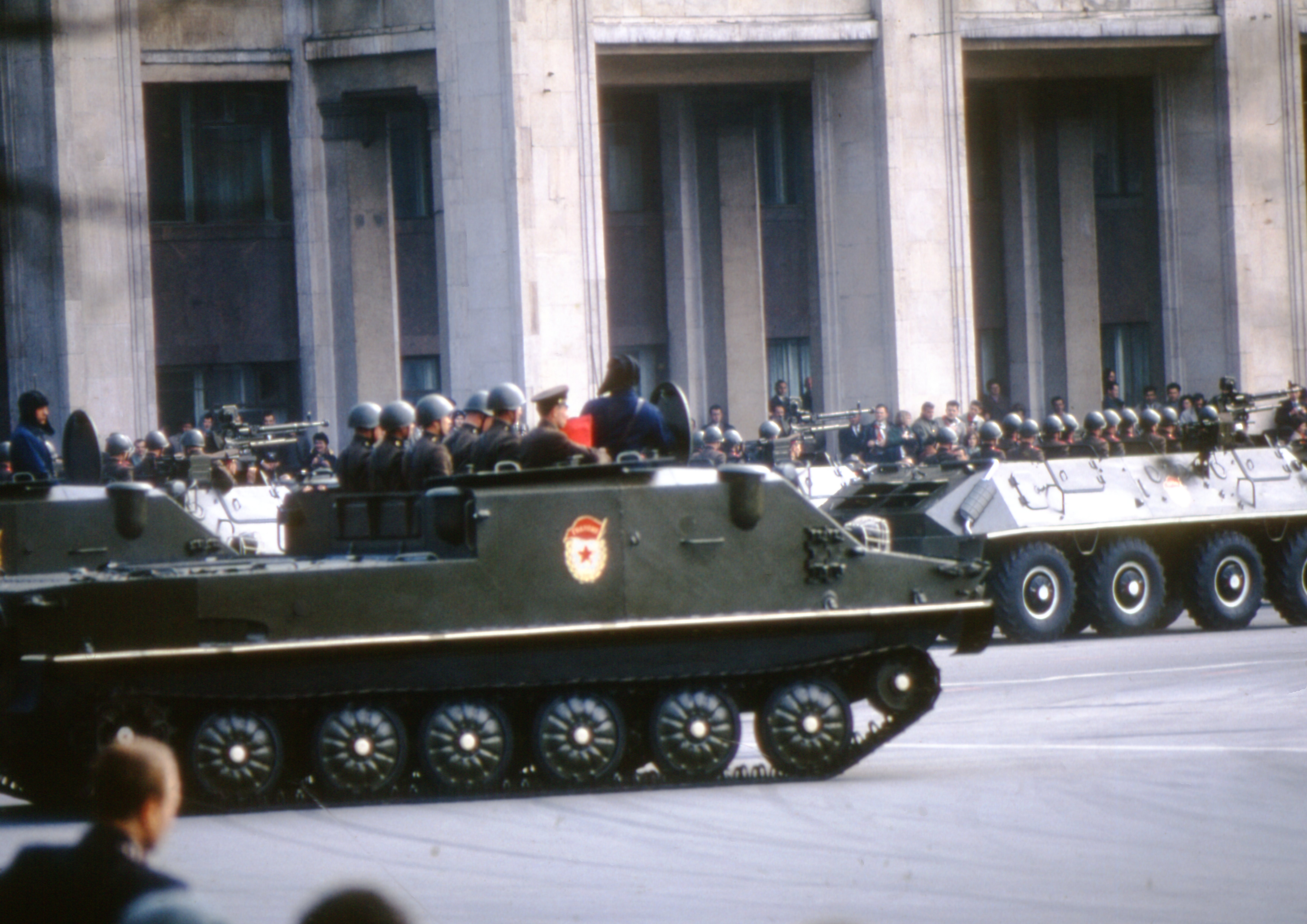
Военный парад в Москве 1 мая 1964 года

В период «холодной войны» с 1955 года Вооружённые силы СССР играли ведущую роль в военной Организации Варшавского договора (ОВД).
Начиная с 1950-х годов ускоренными темпами в Вооружённые силы внедрялось ракетное вооружение, в 1959 году были созданы Ракетные войска стратегического назначения.
Ежегодно на вооружение в ВС СССР поступало 400—600 самолётов. Уровень аварийности в ВВС в 1960—1980-е годы находился на уровне 100—150 аварий и катастроф ежегодно.
Одновременно наращивалось количество танков. В 1957 году было проведено первое тактическое учение с форсированием реки танками по дну.
В конце 1970-х годов на вооружении Вооружённых сил СССР состояло около 68 тысяч танков, а танковые войска СССР включали 8 танковых армий.
По количеству танков СССР вышел на первое место в мире, к 1980-м годам в советских вооружённых силах танков было больше, чем у всех остальных стран вместе взятых.
Вооружённые силы СССР первыми в мире в массовом порядке приняли на вооружение такой класс бронетехники, как боевая машина пехоты. БМП-1 появилась в войсках в 1966 году, в то время как в странах НАТО её примерный аналог «Marder» появился только в 1970 году.
При этом численность личного состава морской пехоты ВМФ СССР была в 10 раз меньше морской пехоты США — главного вероятного противника.
Был создан крупный океанский военно-морской флот. Важнейшим направлением развития экономики страны стало наращивание военного потенциала, гонка вооружений. На это уходила значительная часть национального дохода.
В период после Великой Отечественной войны на Министерство обороны СССР систематически возлагалась задача обеспечения гражданских министерств рабочей силой путём формирования для них военно-строительных частей, личный состав которых использовался в качестве строительных рабочих. Численность этих формирований из года в год возрастала.

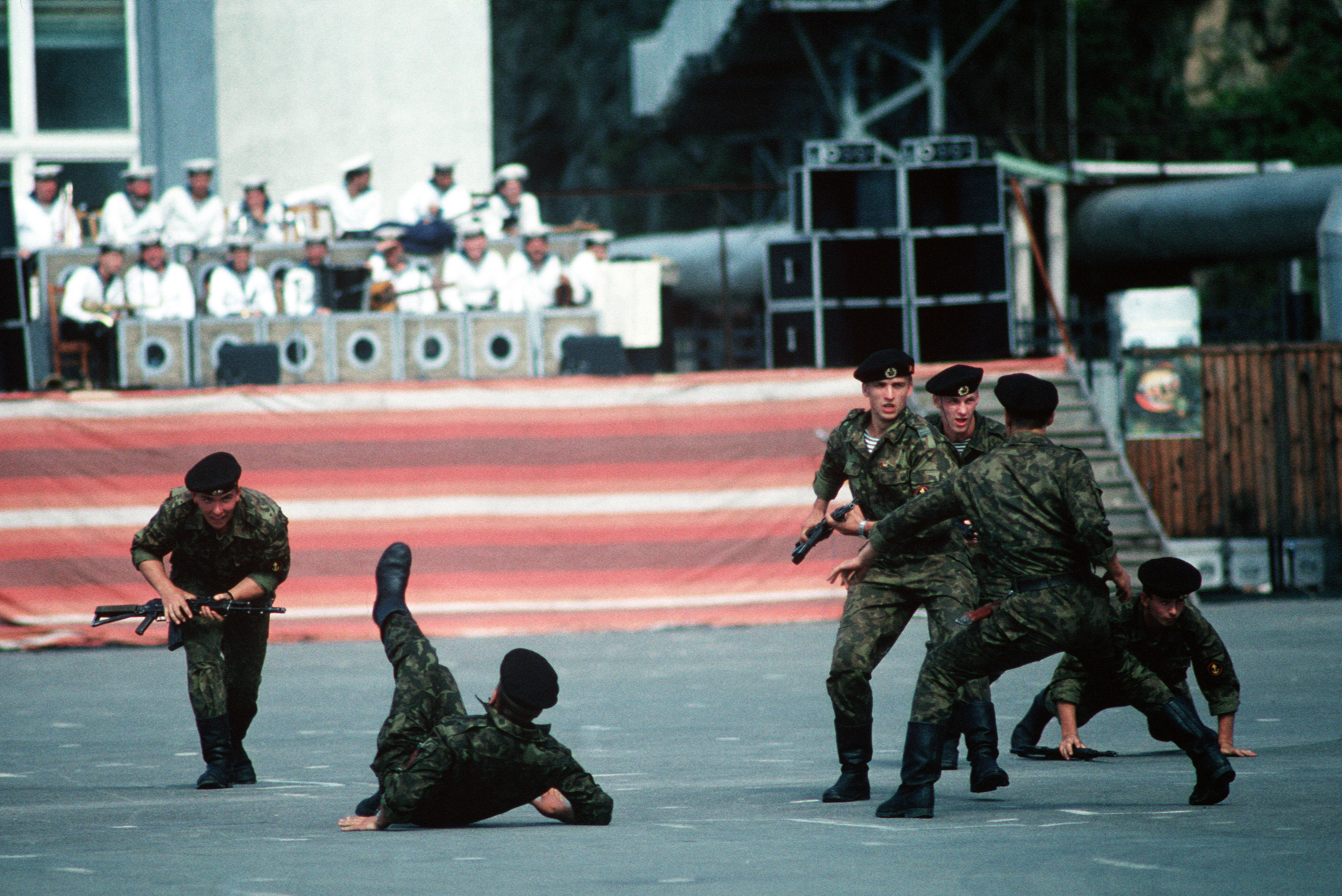
Матросы 55-й дивизии морской пехоты
демонстрируют приёмы рукопашного боя.
Владивосток. 1 сентября 1990 года

В 1987—1991 годах во время «перестройки» была провозглашена политика «оборонительной достаточности», и в декабре 1988 года было объявлено об односторонних мерах по сокращению советских вооружённых сил. Их общая численность была сокращёна на 500 тыс. человек (12 %). Советские военные контингенты в Центральной Европе в одностороннем порядке были уменьшены на 50 тысяч человек, шесть танковых дивизий (около двух тысяч танков) были выведены из ГДР, Венгрии, Чехословакии и расформированы. В европейской части СССР число танков было сокращёно на 10 тыс., артиллерийских систем — на 8,5 тыс., боевых самолётов — на 820. Было выведено 75 % советских войск из Монголии, и численность войск на Дальнем Востоке (противостоявших КНР) была уменьшена на 120 тыс. человек.

Следует отметить, что с приходом к руководству СССР М. С. Горбачева начался процесс постепенных уступок США и НАТО в вопросах сокращения всех видов вооружений, в том числе и ядерных.— Феськов В. И., Голиков В. И., Калашников К. А. Глава 3. «Ракетные войска стратегического назначения Вооруженных Сил СССР» // «Советская Армия в годы «холодной войны» (1945 — 1991)». — Томск: Издательство Томского университета, 2004. — С. 169
После заявленного в декабре 1988 году одностороннего сокращения вооруженных сил СССР на 0,5 млн человек их общая численность в 1989 году составила 4,2 млн военнослужащих; с учётом внутренних, пограничных и железнодорожных войск — 5 млн 960 тыс. человек.
21 декабря 1991 года, в период распада Союза ССР, главами 11 союзных республик — учредителей СНГ был подписан протокол о возложении командования Вооружёнными Силами СССР «до их реформирования» на Министра обороны СССР маршала авиации Евгения Шапошникова. 14 февраля 1992 года Совет глав государств СНГ назначил Шапошникова Главнокомандующим Объединёнными Вооружёнными Силами (ОВС) СНГ. 20 марта того же года на базе Министерства обороны СССР было образовано Главное командование Объединённых Вооружённых сил Содружества Независимых Государств (ОВС СНГ), с целью обеспечения безопасности государств-участников Содружества, сохранения управления войсками и силами, и согласованного расформирования Вооружённых Сил Союза ССР.
12 января 1993 года вступила в силу поправка в Конституцию Российской Федерации — России (РСФСР) 1978 года, исключившая упоминание о Вооружённых Силах СССР, но вплоть до прекращения её действия 25 декабря того года в ней сохранялось упоминание о Конституции и законах Союза ССР.
В 1992 году, вследствие провала по созданию Объединённых вооружённых сил СНГ, в странах-участниках СНГ началось строительство собственных национальных вооружённых сил, которые создавались в результате раздела бывших Вооружённых сил СНГ.

## Правовая основа
Статья 31. Защита социалистического Отечества относится к важнейшим функциям государства и является делом всего народа.

В целях защиты социалистических завоеваний, мирного труда советского народа, суверенитета и территориальной целостности государства созданы Вооружённые Силы СССР и установлена всеобщая воинская обязанность.

Долг Вооружённых Сил СССР перед народом — надёжно защищать социалистическое Отечество, быть в постоянной боевой готовности, гарантирующей немедленный отпор любому агрессору.
Статья 32. Государство обеспечивает безопасность и обороноспособность страны, оснащает Вооружённые Силы
СССР всем необходимым.

Обязанности государственных органов, общественных организаций, должностных лиц и граждан по обеспечению безопасности страны и укреплению её обороноспособности определяются законодательством Союза ССР.— Конституция СССР 1977 года

## Руководство

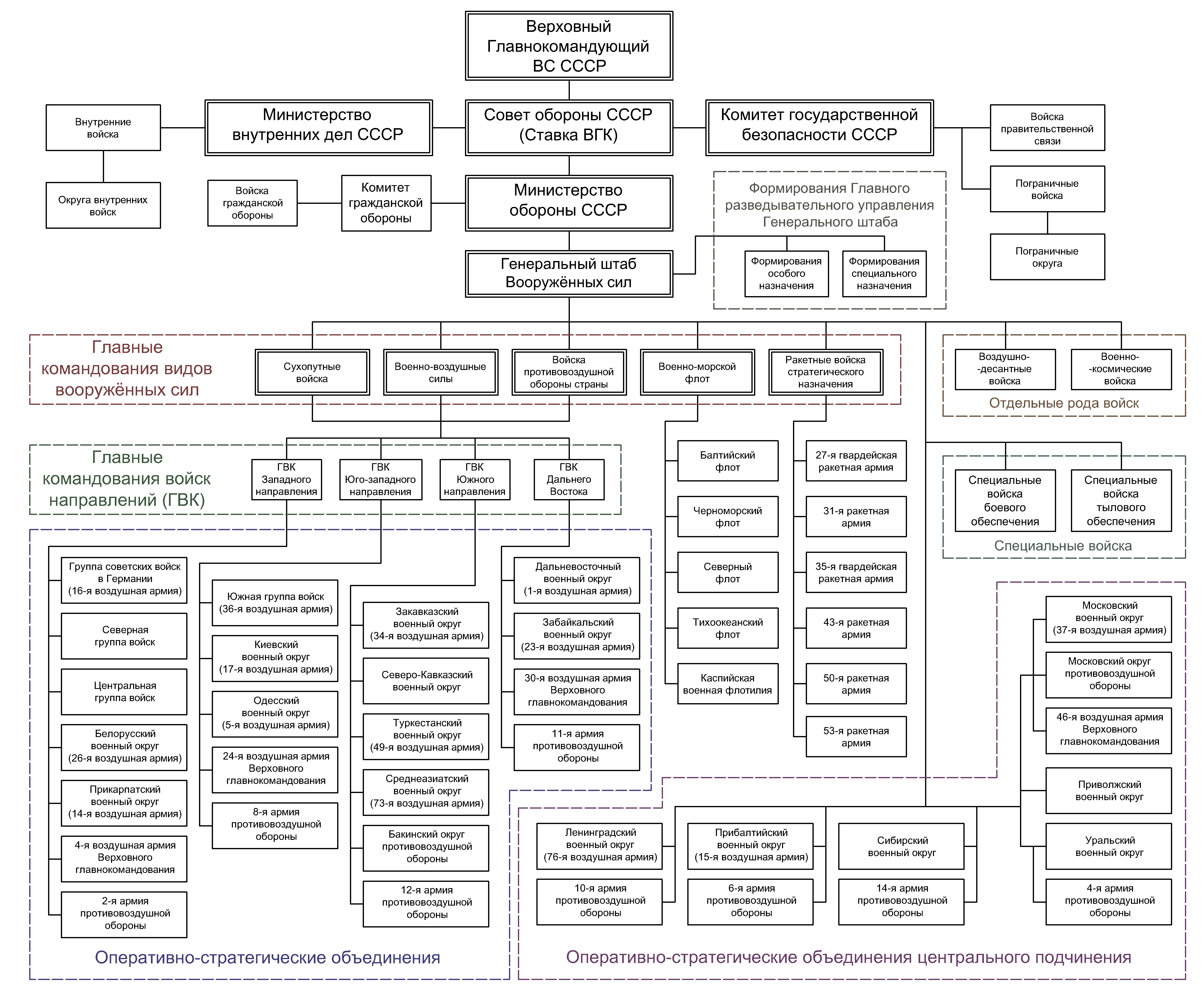
Схема стратегического управления ВС СССР
на начало 1989 года

Высшее государственное руководство в области обороны страны на основе законов осуществляли высшие органы государственной власти и управления СССР, руководствуясь политикой Коммунистической партии Советского Союза (КПСС), направляя работу всего государственного аппарата таким образом, чтобы при решении любых вопросов управления страной обязательно учитывались интересы укрепления её обороноспособности: — Совет обороны СССР (Совет рабоче-крестьянской обороны РСФСР), Верховный Совет СССР (статьи 73 и 108 Конституции СССР), Президиум Верховного Совета СССР (ст. 121 Конституции СССР), Совет Министров СССР (Совет Народных Комиссаров СССР) (ст. 131 Конституции СССР).
Совет обороны СССР координировал деятельность органов Советского государства в области укрепления обороны, утверждение основных направлений развития ВС СССР. Возглавлял Совет обороны СССР Генеральный секретарь ЦК КПСС, Председатель Президиума Верховного Совета СССР.

### Верховный Главнокомандующий

Флаг Верховного Главнокомандующего Вооружёнными Силами СССР (1964—1991 годов).

- 1941—1953 — И. В. Сталин, Генералиссимус Советского Союза;

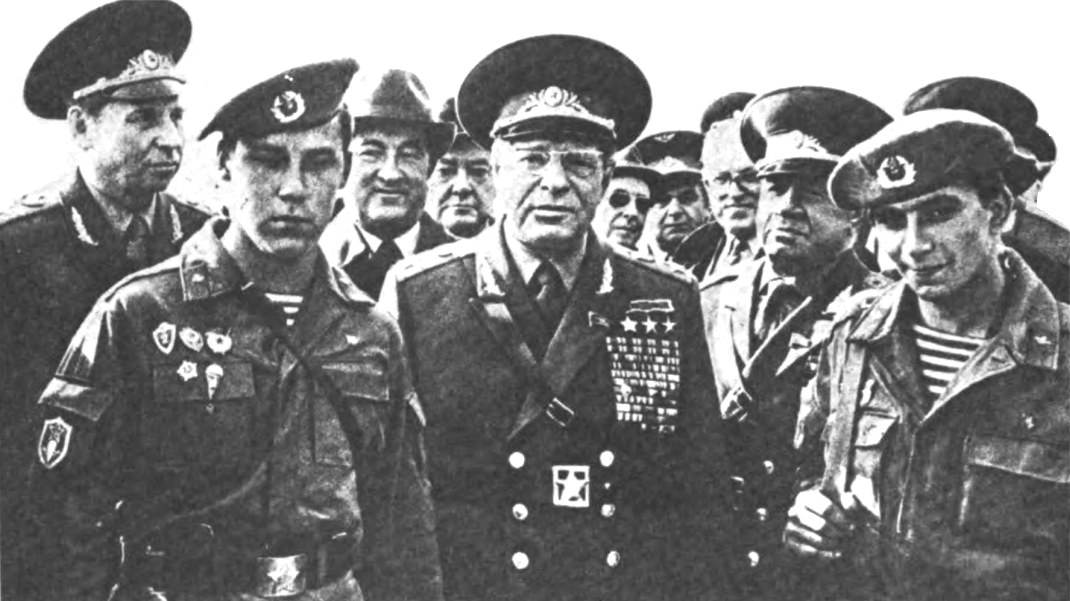
Маршалы Советского Союза: начальник Генштаба ВС СССР Н. В. Огарков, Министр обороны СССР Д. Ф. Устинов, начальник ГлавПУР СА и ВМФ генерал армии А. А. Епишев и десантники
на учениях «Запад-81».

- 1990—1991 — М. С. Горбачёв.

#### Резерв Верховного Главного Командования
Резерв Главного Командования (1922—1941)
- Автобронетанковые войска РГК (до 1929 года — Броневые силы РГК, 1929—1936 годы — Механизированные войска РГК);
- Артиллерия РГК;
- Авиация РГК — с 1936 года.

Резерв Верховного Главнокомандования (1941—1945)
- Бронетанковые и механизированные войска РВГК (до 1942 года — Автобронетанковые войска РВГК);
- Артиллерия РВГК;
- Инженерные войска РВГК — с 1943 года;
- Авиация РВГК.

Резерв Верховного Главнокомандования (1946—1992)
- Воздушно-десантные войска.

### Органы военного управления
Непосредственное руководство строительством ВС СССР, их жизнью и боевой деятельностью осуществляли органы военного управления (ОВУ).
В систему органов военного управления ВС СССР входили:
- органы управления СА и ВМФ, объединяемые Министерством обороны СССР (Наркомат обороны, Министерство ВС, Военное Министерство), во главе которого стоял Министр обороны СССР:
- Генеральный штаб Вооружённых Сил СССР (ГШ ВС СССР):
- органы управления Пограничными войсками, подчинённые Комитету государственной безопасности СССР, во главе которого стоял Председатель КГБ СССР;
- органы управления Внутренними войсками, подчинённые Министерству внутренних дел СССР, во главе которого стоял Министр внутренних дел СССР.

По характеру выполняемых задач и объёму компетенции в системе ОВУ различались:
1. Центральные ОВУ.
2. Органы военного управления военных округов (групп войск), флотов.
3. Органы военного управления войсковых соединений и частей.
4. Местные органы военного управления (военкоматы).
5. Начальники гарнизонов (старшие морские начальники) и военные коменданты.

#### Воинские формирования органов военного управления
Главное разведывательное управление ГШ ВС СССР
- Воинские формирования Главного разведывательного управления ГШ ВС СССР.

Военно-топографическое управление ГШ ВС СССР
- Воинские формирования Военно-топографической службы ВС СССР.

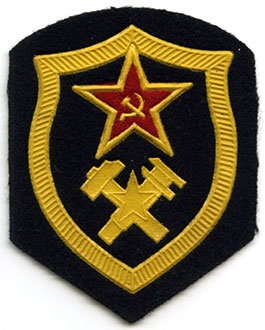
Нарукавный знак по роду войск (службы) солдат и сержантов (старшин) воинских частей и подразделений Военно-топографической службы ВС СССР.

Главное политическое управление Советской армии и Военно-морского флота СССР
- Партийно-политическая работа

## Состав
Состав Вооружённых Сил СССР в соответствии с советскими нормативно-правовыми актами:
Раздел I. Основные положения:

<…>
1.  Организация вооружённых сил трудящихся есть Рабоче-Крестьянская Красная Армия Союза Советских Социалистических Республик.
Рабоче-Крестьянская Красная Армия (РККА) разделяется на сухопутные, морские и воздушные силы.
В состав Красной Армии входят также войска специального назначения: войска Объединённого Государственного Политического Управления и конвойная стража Союза ССР.

<…>
— Закон СССР от 18 сентября 1925 года «Об обязательной военной службе»
Раздел I. Основные положения:

<…>
1.  Организация вооружённых сил трудящихся есть Рабоче-Крестьянская Красная Армия Союза Советских Социалистических Республик.
Рабоче-Крестьянская Красная Армия (РККА) разделяется на сухопутные, морские и воздушные силы.
В состав Рабоче-Крестьянской Красной Армии входят также войска специального назначения: войска Объединённого Государственного Политического Управления Союза ССР и конвойная стража Союза ССР.

<…>
— Закон СССР от 8 августа 1928 года «Об обязательной военной службе»
Раздел I. Основные положения:

<…>
1.  Организация вооружённых сил трудящихся есть Рабоче-крестьянская красная армия Союза ССР.
Рабоче-крестьянская красная армия разделяется на сухопутные, морские и воздушные силы.
В состав Рабоче-крестьянской красной армии входят также войска специального назначения: войска Объединённого государственного политического управления и конвойные войска.

<…>
— Закон СССР от 13 августа 1930 года № 42/253б «Об обязательной военной службе»
Статья 4:

Вооружённые силы СССР состоят из Рабоче-Крестьянской Красной Армии, Рабоче-Крестьянского Военно-Морского Флота, пограничных и внутренних войск.
— Закон СССР от 1 сентября 1939 года «О всеобщей воинской обязанности» (исходная редакция)
Статья 4:

Вооружённые Силы СССР состоят из Советской Армии, Военно-Морского Флота, пограничных и внутренних войск.
— Закон СССР от 12 октября 1967 года № 1950-VII «О всеобщей воинской обязанности»

В целях приведения состава Вооружённых Сил СССР в полное соответствие с установленными Конституцией СССР задачами и функциями, для выполнения которых они созданы, Президиум Верховного Совета СССР постановляет:
1. Вывести из состава Вооружённых Сил СССР пограничные, внутренние и железнодорожные войска.

<…>
— Указ Президиума Верховного Совета СССР от 21 марта 1989 года № 10224-XI «О выведении из состава Вооружённых Сил СССР пограничных, внутренних и железнодорожных войск»

## Численность

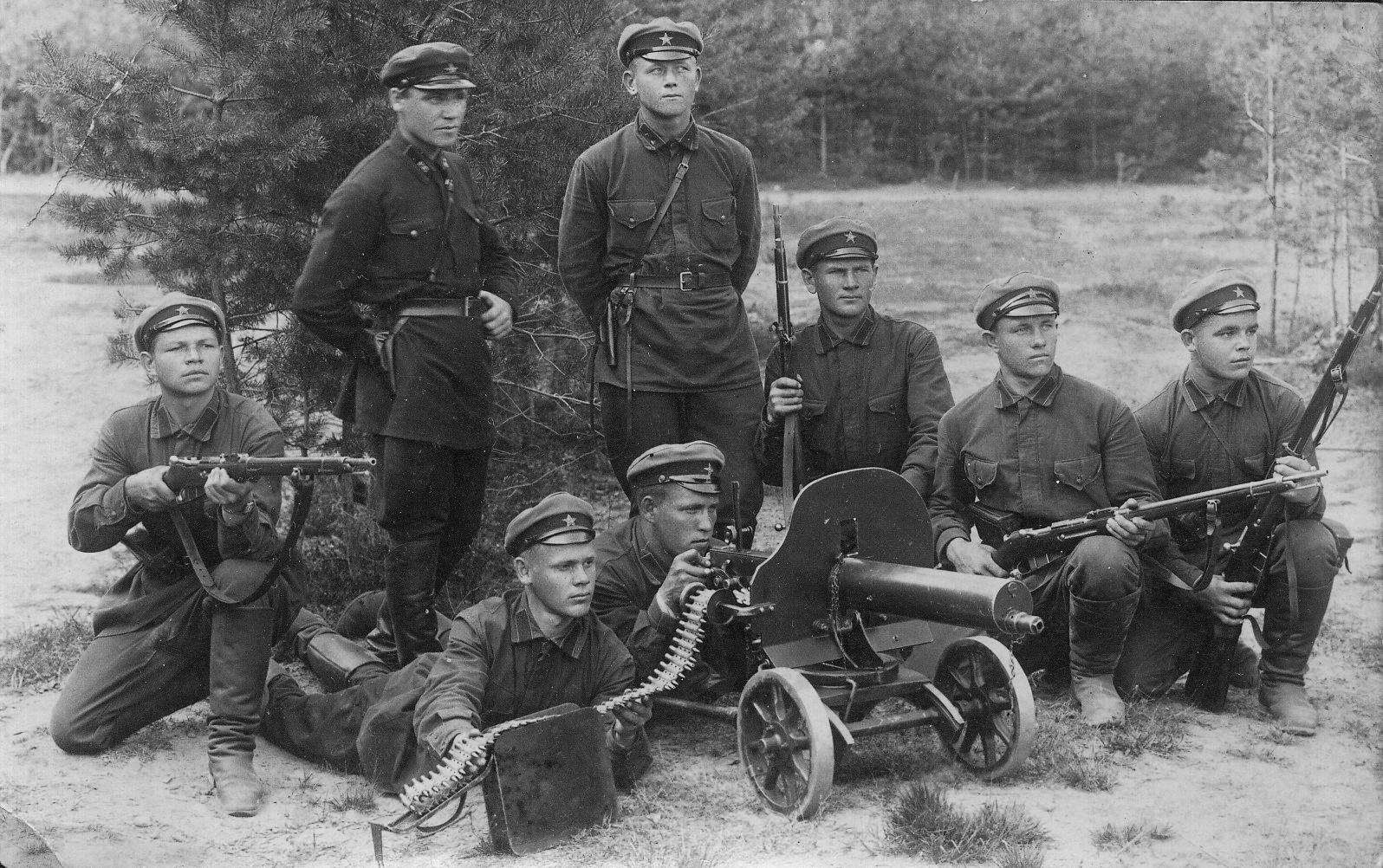
Командиры и бойцы РККА, 1930 год.

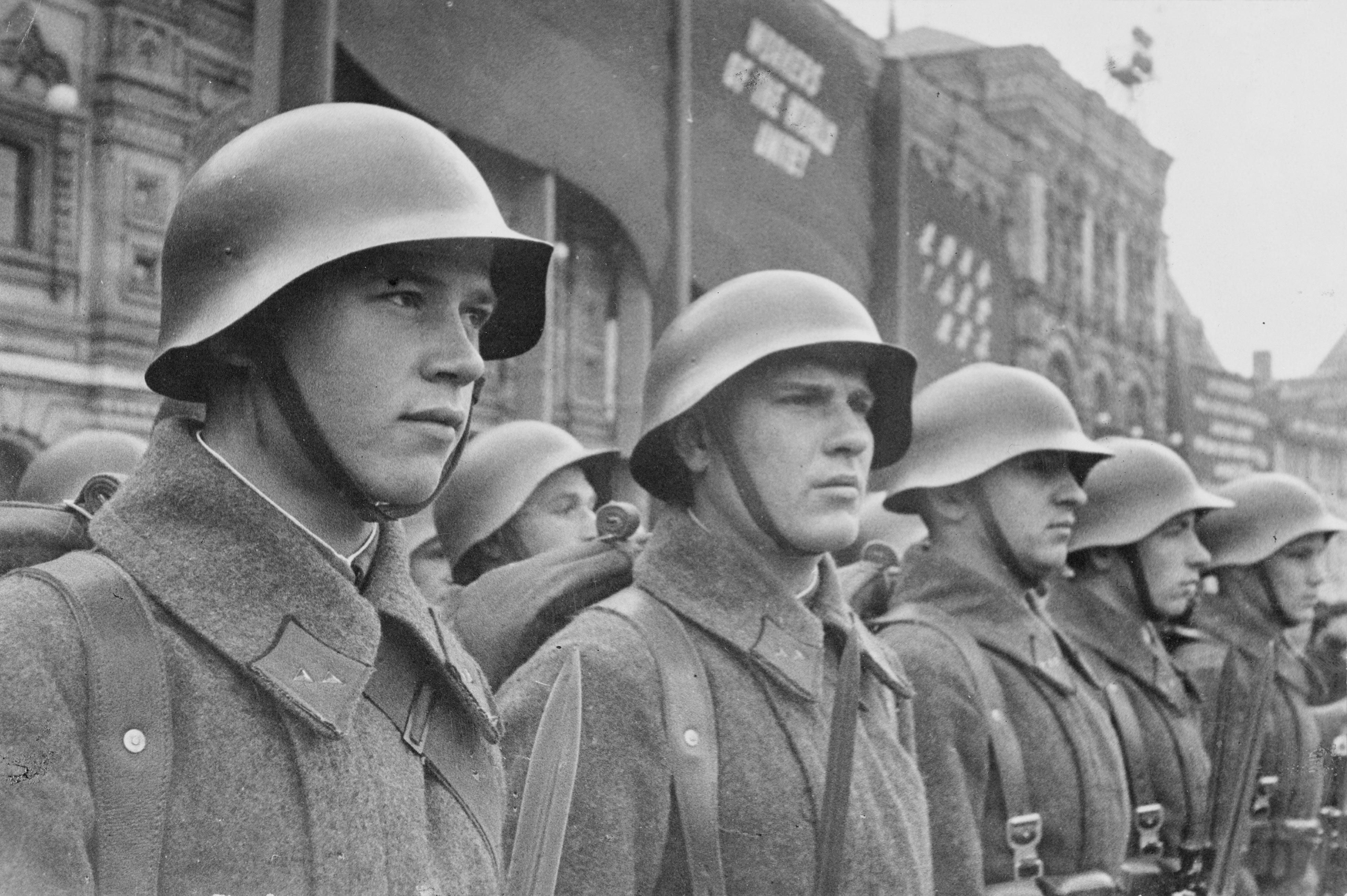
Младшие командиры РККА, Парад на Красной площади в честь XX годовщины Октябрьской революции.

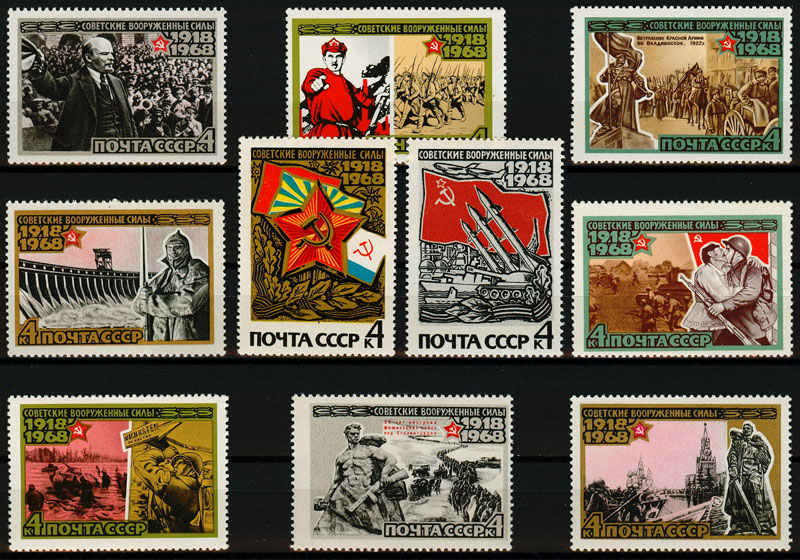
Серия почтовых марок Советские Вооружённые Силы.

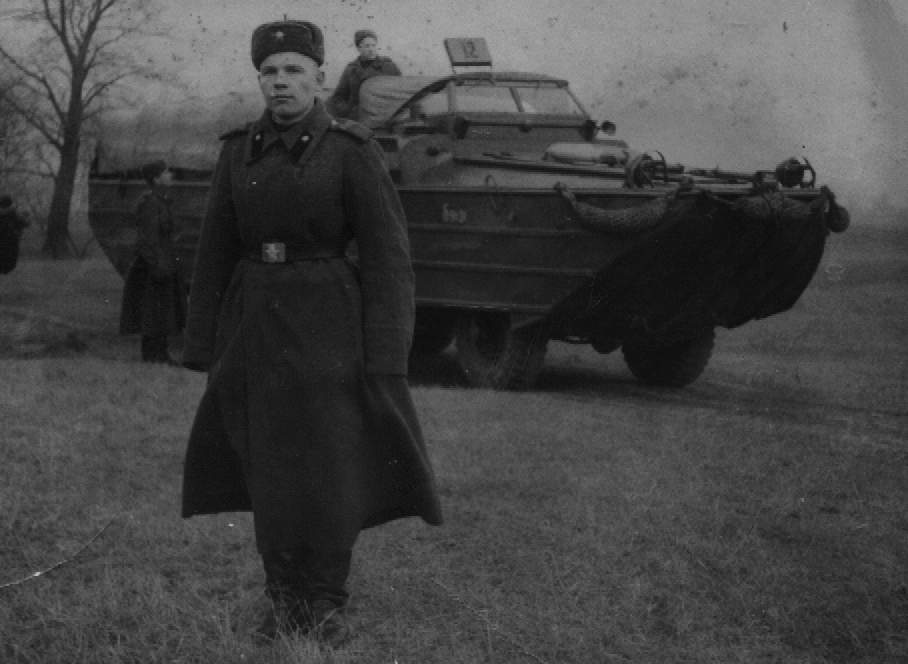
БАВ из состава 482 опдесб, г. Магдебург

- численность Рабоче-крестьянской Красной армии см. в статье о РККА;
- К январю 1925 года — 562 тысячи человек[29];
- На 1 апреля 1926 года РККА (сухопутные, военно-воздушные силы и военно-морской флот) — 594 195 человек[30];
- В 1927 года — 586 тысяч человек[31];
- Март 1932 года — 604 тысячи человек; всей РККА (сухопутной Красной Армии, Красного Воздушного Флота и Красного военно-морского флота);
- 1 января 1939 года — 1 665 790 человек[32];
- 1940 год — численность Красной Армии утвердить, в связи с утверждением новых формирований, во изменение постановления Комитета Обороны при Совнаркоме СССР, от 22 мая 1940 года, в количестве 3 461 200 человек[33];
- 1940 год — общую штатную численность Красной Армии, во изменение постановления СНК СССР № 1193/464 от 6.VII.1940 года иметь 3 521 448 человек[34];
- К январю 1941 года — 2 200 000 человек[31];
- К 1 июля 1941 года — 3 380 000 человек[29];
- К весне 1942 года — 5 500 000 человек (Действующая Армия и Флот [ДАФ])[31];
- С весны 1942 года — 5 600 000 человек [ДАФ];
- К лету 1942 года — около 11 000 000 человек[29];
- На 1 июня 1944 года 11 200 000 человек;[35];
- К началу 1945 года — 11 365 000 человек[31];
- К маю 1945 года — 11 300 000 человек[31], в другом источнике — 11 365 000 человек[36];
- К началу 1948 года — 2 576 000 человек[29], в другом источнике — 2 874 000 чел.[36];
- На 1 марта 1953 года штатная численность была 5 396 038 человек[37];
- К 1954 году достигла 5 763 000 чел.[36];
- На 12 августа 1955 года штатная численность составляла 4 815 870 человек. Фактически по списку содержится 4 637 523 человека[38];
- На 9 февраля 1956 года составляла: по штату 4 406 216 человек, по списку 4 147 496 человек[37];
- На 1960 год — 3 623 000 человек[39];
- На 1974 год — 3 525 000 человек[40];
- На 1977 год — 3 638 000 человек[41];
- На 1982 год — 3 705 000 человек[42];
- На 1991 год — 3 400 000 человек[43].

## Структура
- На 1 сентября 1939 года ВС СССР состояли из Рабоче-Крестьянской Красной Армии, Рабоче-Крестьянского Красного Военно-Морского Флота, Пограничных и Внутренних войск НКВД[44].
- ВС состояли из видов, а также включали Тыл ВС СССР, штабы и войска Гражданской обороны (ГО) СССР, Внутренние войска Министерства внутренних дел (МВД) СССР, Пограничные войска Комитета государственной безопасности (КГБ) СССР[29]:158.

### Виды

#### Сухопутные войска (СВ)

Условный декоративный флаг Сухопутных войск ВС СССР, использовавшийся в оформлении плакатов, почтовых конвертов и открыток.

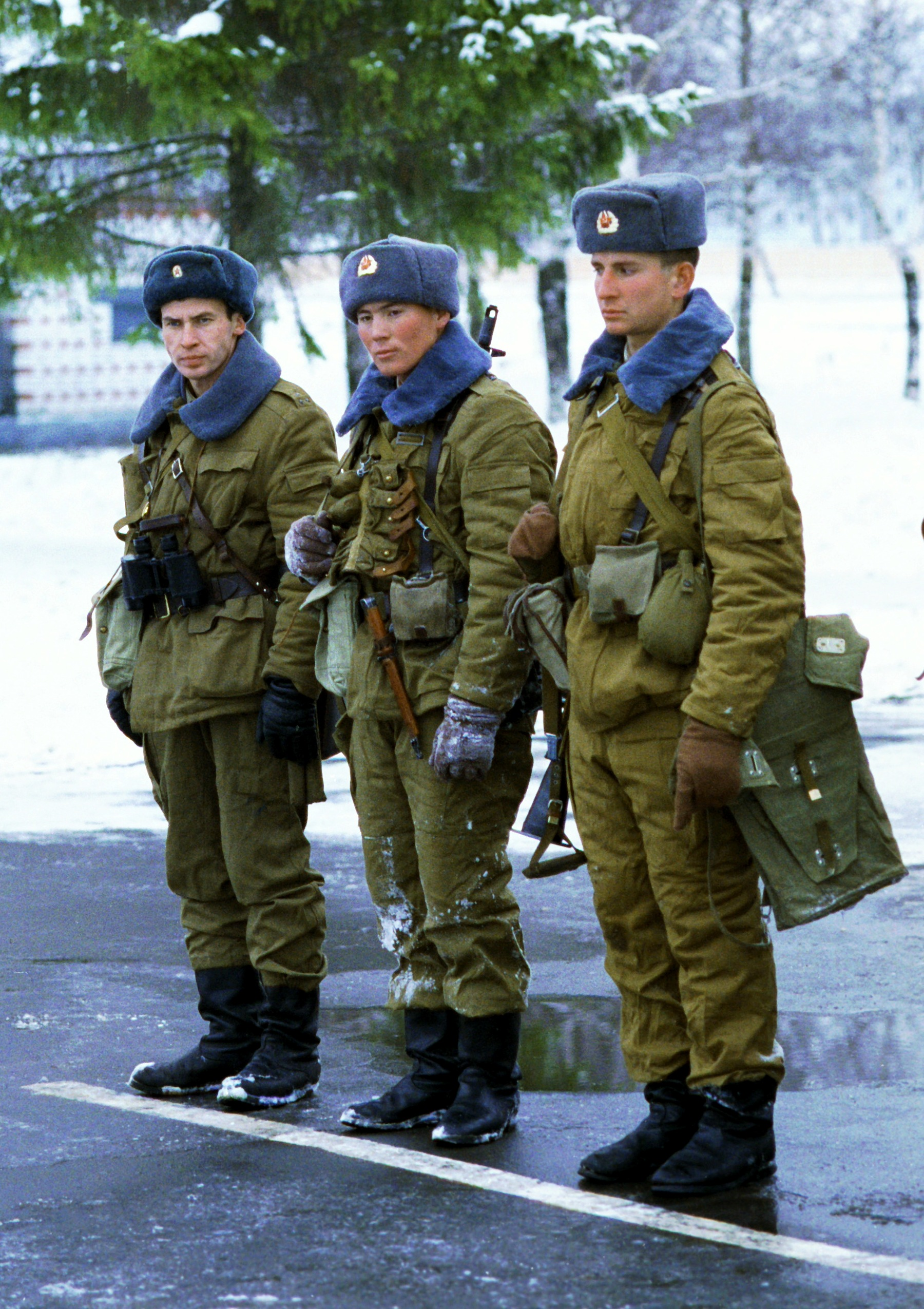
Военнослужащие Таманской дивизии СВ СССР на стрельбище, 3 января 1992 года.

Сухопутные войска (1946 год) — вид ВС СССР, предназначенный для ведения боевых действий преимущественно на суше, наиболее многочисленный и разнообразный по вооружению и способам ведения боевых действий. По своим боевым возможностям способен самостоятельно или во взаимодействии с другими видами ВС вести наступление в целях разгрома группировок войск противника и овладения его территорией, наносить огневые удары на большую глубину, отражать вторжение противника, его крупные воздушные и морские десанты, прочно удерживать занимаемые территории, районы и рубежи. В своём составе СВ имели различные рода войск, специальные войска, части и соединения специального назначения (СпН) и службы. В организационном отношении СВ состояли из подразделений, частей, соединений и объединений.
СВ делились на рода войск: мотострелковые войска (МСВ), танковые войска (ТВ), десантно-штурмовые части, ракетные войска и артиллерия, войсковая ПВО, армейская авиация, а также части и подразделения специальных войск (инженерных, связи, радиотехнических, химические, технического обеспечения, охраны тыла). Кроме того имелись в СВ части и учреждения тыла. В 1988 году сформировано Центральное дорожно-строительное управление Министерства обороны СССР.
Возглавлял СВ СССР Главнокомандующий, занимавший должность заместителя Министра обороны СССР. Ему подчинялись Главный штаб и управления СВ. Численность Сухопутных войск СССР на 1989 год составляла 1 596 000 человек.
В оформлении торжественных мероприятий, на плакатах, в рисунках на почтовых конвертах и открытках использовалось изображение условного декоративного «флага Сухопутных войск» в виде красного прямоугольного полотнища с большой красной пятиконечной звездой в центре, с золотой (жёлтой) каймой. Данный «флаг» никогда не утверждался и не изготавливался из ткани.

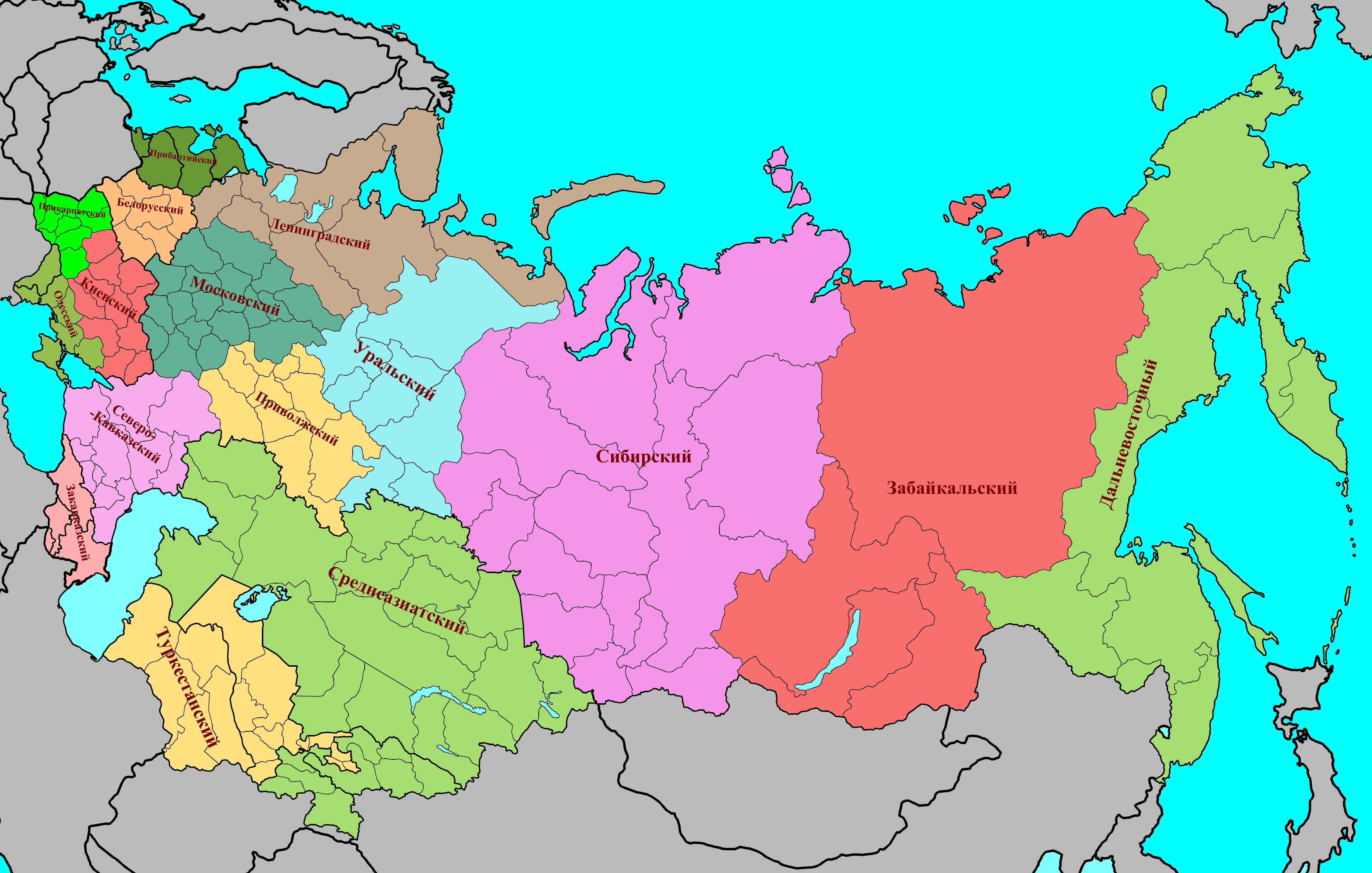
Карта военных округов СВ СССР на январь 1989 года

СВ ВС СССР делились по территориальному принципу на военные округа и группы войск, военные гарнизоны:
1. Московский военный округ (МВО)
2. Ленинградский военный округ (ЛенВО)
3. Прибалтийский военный округ (ПрибВО)
4. Белорусский военный округ (БВО)
5. Киевский военный округ (КВО)
6. Прикарпатский военный округ (ПрикВО)
7. Одесский военный округ (ОдВО)
8. Северо-Кавказский военный округ (СКВО)
9. Закавказский военный округ (ЗакВО)
10. Приволжский военный округ (ПриВО)
11. Среднеазиатский военный округ (САВО)
12. Туркестанский военный округ (КТуркВО)
13. Уральский военный округ (УрВО)
14. Сибирский военный округ (СибВО)
15. Забайкальский военный округ (ЗабВО)
16. Дальневосточный военный округ (ДВО)

1. Северная группа войск (СГВ)
2. Центральная группа войск (ЦГВ)
3. Группа советских войск в Германии (ГСВГ), позднее — Западная группа войск (ЗГВ)
4. Южная группа войск (ЮГВ)
5. Группа советских военных специалистов на Кубе (ГСВСК)

Главнокомандующие:
- 1946—1946 — Г. К. Жуков, Маршал Советского Союза
- 1946—1950 — И. С. Конев, Маршал Советского Союза
- 1955—1956 — И. С. Конев, Маршал Советского Союза
- 1956—1957 — Р. Я. Малиновский, Маршал Советского Союза
- 1957—1960 — А. А. Гречко, Маршал Советского Союза
- 1960—1964 — В. И. Чуйков, Маршал Советского Союза
- 1967—1980 — И. Г. Павловский, генерал армии
- 1980—1985 — В. И. Петров, Маршал Советского Союза
- 1985—1989 — Е. Ф. Ивановский, генерал армии
- 1989—1991 — В. И. Варенников, генерал армии
- 1991—1996 — В. М. Семёнов, генерал армии

#### Военно-воздушные силы

Флаг ВВС СССР

ВВС СССР организационно состояли из родов авиации: бомбардировочной, истребительно-бомбардировочной, истребительной, разведывательной, транспортной, связи и санитарной. Вместе с тем ВВС делились на виды авиации: фронтовую, дальнюю, военно-транспортную, вспомогательную. Имели в своём составе специальные войска, части и учреждений тыла.

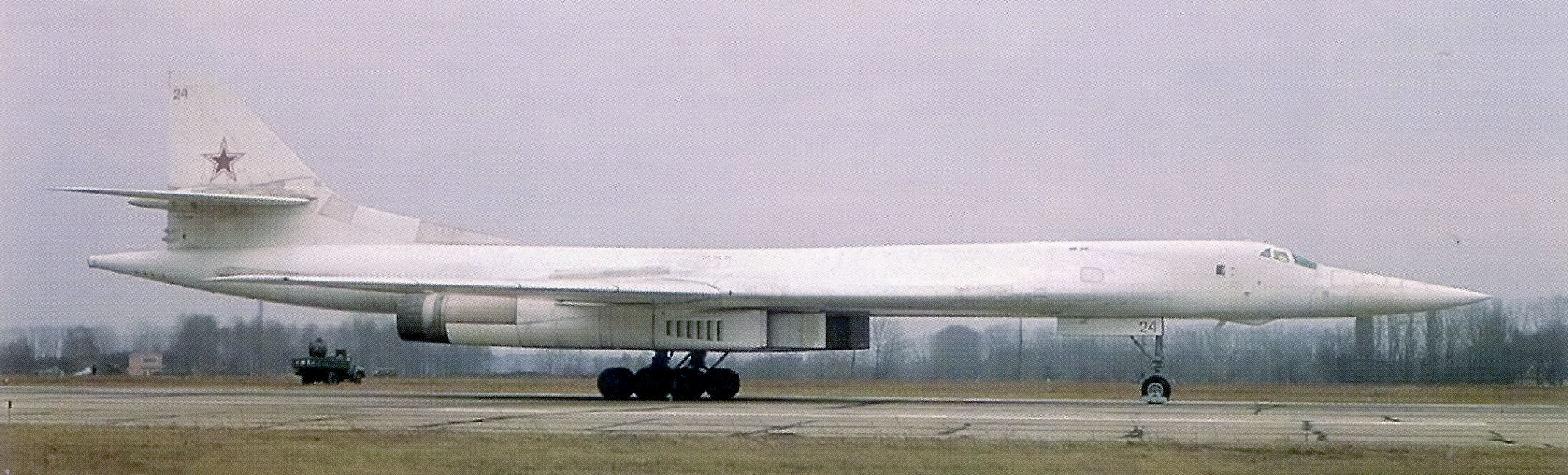
Сверхзвуковой стратегический бомбардировщик-ракетоносец Ту-160

В 1947—1950 годах началось серийное производство и массовое поступление в Вооружённые Силы реактивной авиации

В 1991 году ВВС СССР насчитывали 211 авиационных полков и более 14 000 самолётов, включая 7000 боевых. Общая численность стратегических бомбардировщиков и ракетоносцев составляла 157 самолётов. После распада СССР практически вся Дальняя авиация перешла к России. Часть стратегических бомбардировщиков осталась на Украине. С течением времени одиннадцать Ту-160 были уничтожены, а восемь переданы России в качестве погашения долгов за поставки газа.— От "Ильи Муромца" до "Белых Лебедей". «Российская Газета», 23 декабря 2010 года
Возглавлял ВВС Главнокомандующий (Начальник, Начальник Главного управления, Командующий) занимавший должность заместителя Министра обороны СССР. Ему подчинялись Главный штаб и управления ВВС.
Штаб-квартира город Москва.
Главнокомандующие:
- 1921—1922 — Андрей Васильевич Сергеев;
- 1922—1923 — Андрей Александрович Знаменский;
- 1923—1924 — Аркадий Павлович Розенгольц;
- 1924—1931 — Пётр Ионович Баранов;
- 1931—1937 — Яков Иванович Алкснис, командарм 2 ранга (1935 год);
- 1937—1939 — Александр Дмитриевич Локтионов, генерал-полковник;
- 1939—1940 — Яков Владимирович Смушкевич, командарм 2 ранга, с 1940 г. генерал-лейтенант авиации;
- 1940—1941 — Павел Васильевич Рычагов, генерал-лейтенант авиации;
- 1941—1942 — Павел Фёдорович Жигарев, генерал-лейтенант авиации;
- 1942—1946 — Александр Александрович Новиков, Маршал авиации, с 1944 года — Главный Маршал авиации;
- 1946—1949 — Константин Андреевич Вершинин, Маршал авиации;
- 1949—1957 — Павел Фёдорович Жигарев, Маршал авиации, с 1956 года — Главный Маршал авиации;
- 1957—1969 — Константин Андреевич Вершинин, Главный Маршал авиации;
- 1969—1984 — Павел Степанович Кутахов, Маршал авиации, с 1972 года — Главный Маршал авиации;
- 1984—1990 — Александр Николаевич Ефимов, Маршал авиации;
- 1990—1991 — Евгений Иванович Шапошников, Маршал авиации;

#### Войска ПВО

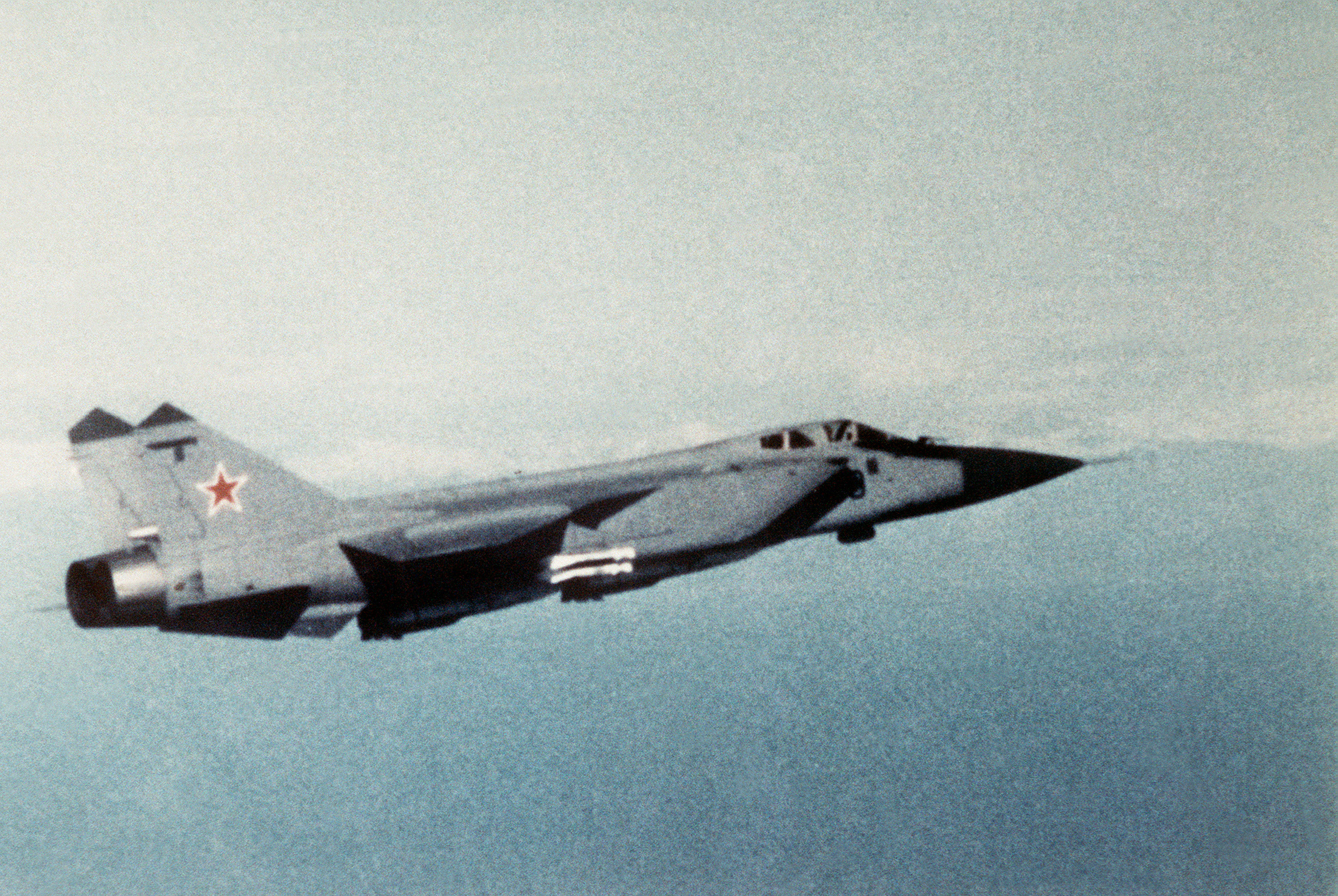
Сверхзвуковой всепогодный истребитель-перехватчик 4-го поколения МиГ-31

В состав Войск ПВО (1948 год) входили:
- Войска ракетно-космической обороны;
- Радиотехнические войска ПВО, 1952 год;
- Зенитные ракетные войска;
- Истребительная авиация (авиация ПВО);
- Войска радиоэлектронной борьбы ПВО.
- Специальные войска.

Кроме того имелись в Войсках ПВО части и учреждения тыла.
Войска ПВО делились по территориальному принципу на округа ПВО:
- Округ ПВО — объединения войск ПВО, предназначенные для защиты от ударов с воздуха важнейших административных, промышленных центров и районов страны, группировок ВС, важных военных и других объектов в установленных границах. В ВС округа ПВО были созданы после Великой Отечественной войны на базе ПВО фронтов и ВО. В 1948 году округа ПВО были переформированы в районы ПВО, в 1954 году воссозданы.
- Московский округ ПВО — был предназначен для прикрытия от ударов средств воздушного нападения противника наиболее важных административных и экономических объектов Северного, Центрального, Центрально-Чернозёмного и Волго-Вятского экономических районов СССР. В ноябре 1941 года образована Московская зона ПВО, преобразованная в 1943 году в Московскую особую армию ПВО, развёрнутая в ПВО Московского ВО. После войны на его базе был создан Московский округ ПВО, затем район ПВО. В августе 1954 года Московский район ПВО преобразован в Московский округ ПВО. В 1980 году после ликвидации Бакинского округа ПВО стал единственным в СССР объединением подобного типа.
- Бакинский округ ПВО.

Возглавлял Войска ПВО Главнокомандующий, занимавший должность заместителя Министра обороны СССР. Ему подчинялись Главный штаб и управления Войск ПВО.
Штаб-квартира — город Балашиха.
Главнокомандующие:
- 1948—1952 — Л. А. Говоров, Маршал Советского Союза
- 1952—1953 — Н. Н. Нагорный, генерал-полковник
- 1953—1954 — К. А. Вершинин, Маршал авиации
- 1954—1955 — Л. А. Говоров, Маршал Советского Союза
- 1955—1962 — С. С. Бирюзов, Маршал Советского Союза
- 1962—1966 — В. А. Судец, Маршал авиации
- 1966—1978 — П. Ф. Батицкий, генерал армии, с 1968 года Маршал Советского Союза
- 1978—1987 — А. И. Колдунов, Маршал авиации, с 1984 года Главный Маршал авиации
- 1987—1991 — И. М. Третьяк, генерал армии

С 1952 года Войска ПВО СССР оснащались зенитной ракетной техникой.

#### Ракетные войска стратегического назначения (РВСН)

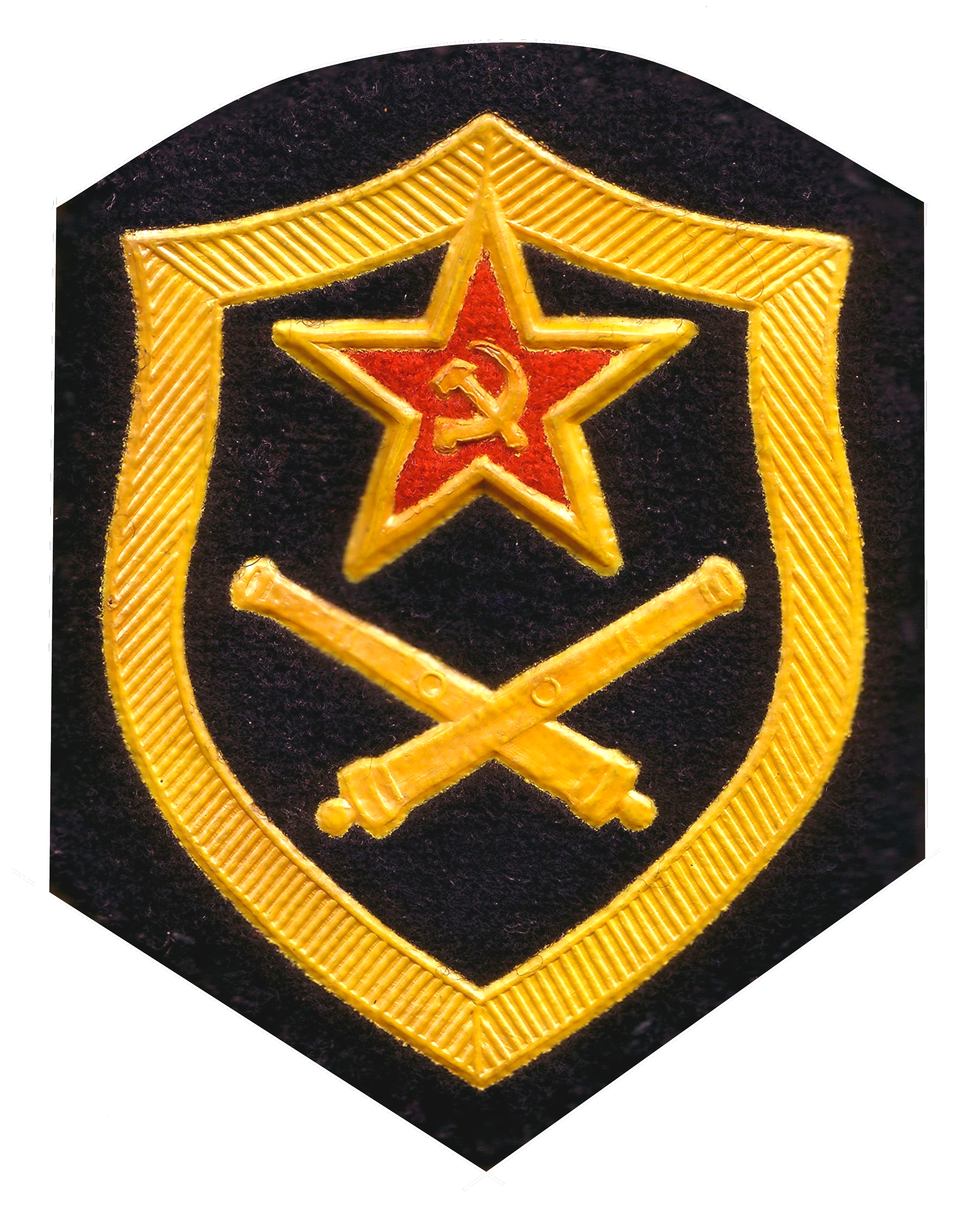
Нарукавный знак по роду войск (службы) солдат и сержантов (старшин) воинских соединений, частей и подразделений Ракетных войск и артиллерии Сухопутных войск, РВСН, Зенитно-ракетных войск ПВО, Войск РКО ПВО

Основная ударная сила ВС СССР, находившаяся в постоянной боевой готовности.
В июле 1946 года на базе гвардейского миномётного полка была сформирована первая ракетная часть.
В 1947 году на вооружение Советских войск начали поступать первые ракеты Р-1.
Штаб-квартира находилась в городе Власиха. РВСН включали в себя:
- Военно-космические силы, в составе средств запуска, управления и орбитальной группировки космических аппаратов военного назначения.;
- Ракетные армии, ракетные корпуса, ракетные дивизии (штаб-квартиры в городах Винница, Смоленск, Владимир, Киров (Кировская область), Омск, Чита, Благовещенск, Хабаровск, Оренбург, Татищево, Николаев, Львов, Ужгород, Джамбул[источник не указан 4418 дней])
- Государственный центральный межвидовой полигон
- 10-й испытательный полигон (в Казахской ССР)
- 4-й Центральный научно-исследовательский институт (г. Юбилейный, Московская область, РСФСР)
- военные учебные заведения (Военная академия в Москве; военные училища в городах Харьков, Серпухов, Рига, Ростов-на-Дону, Ставрополь)
- арсеналы и центральные ремонтные заводы, базы хранения вооружения и военной техники

Кроме того, имелись в РВСН части и учреждения специальных войск и тыла.

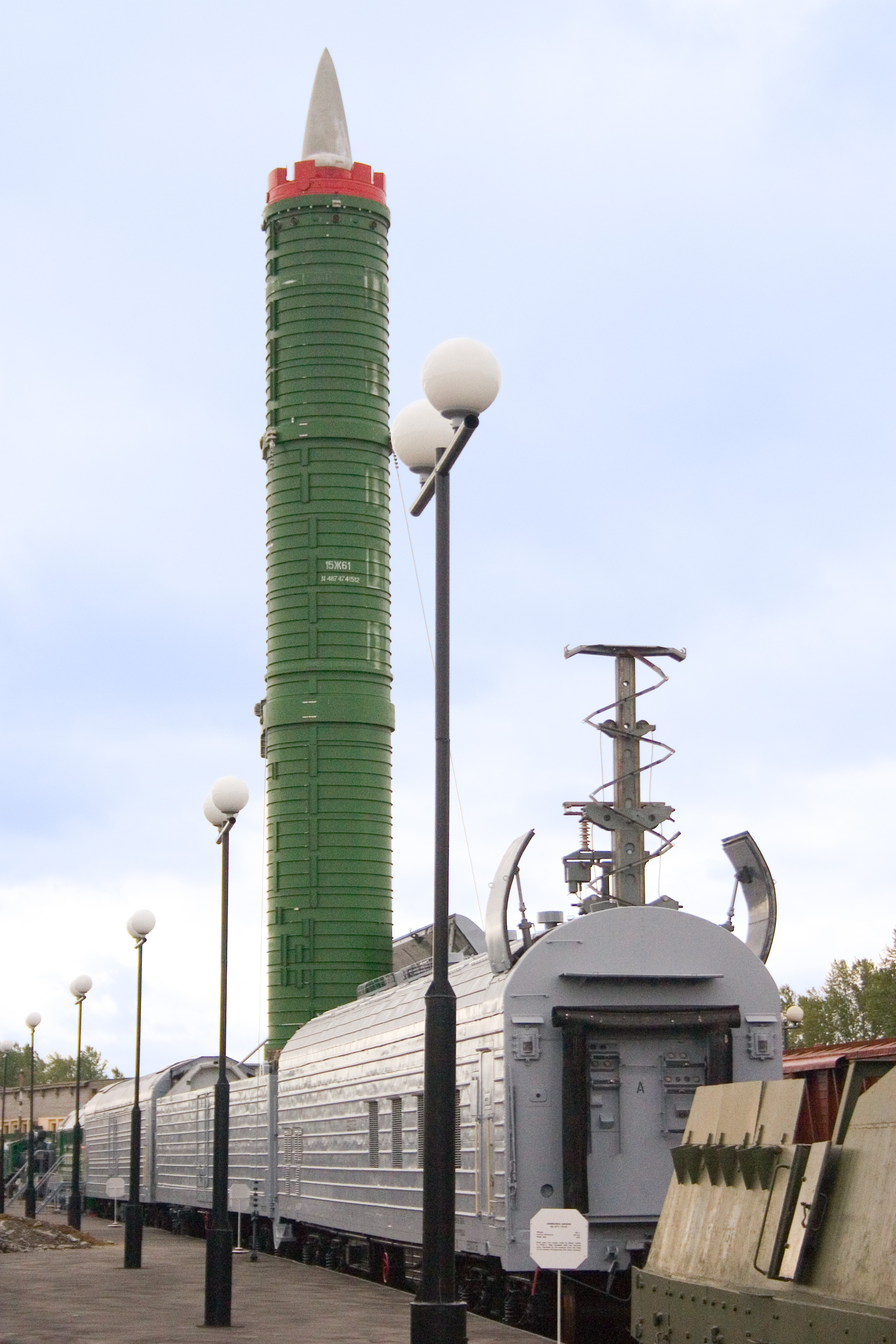
Ракета РТ-23 УТТХ «Мо́лодец» в составе железнодорожного ракетного комплекса.

Возглавлял РВСН Главнокомандующий, занимавший должность заместителя Министра обороны СССР. Ему подчинялись Главный штаб и управления РВСН.
Главнокомандующие:
- 1959—1960 — М. И. Неделин, главный маршал артиллерии
- 1960—1962 — К. С. Москаленко, Маршал Советского Союза
- 1962—1963 — С. С. Бирюзов, Маршал Советского Союза
- 1963—1972 — Н. И. Крылов, Маршал Советского Союза
- 1972—1985 — В. Ф. Толубко, генерал армии, с 1983 года Главный Маршал артиллерии
- 1985—1992 — Ю. П. Максимов, генерал армии

#### Военно-морской флот

Флаг ВМФ СССР.

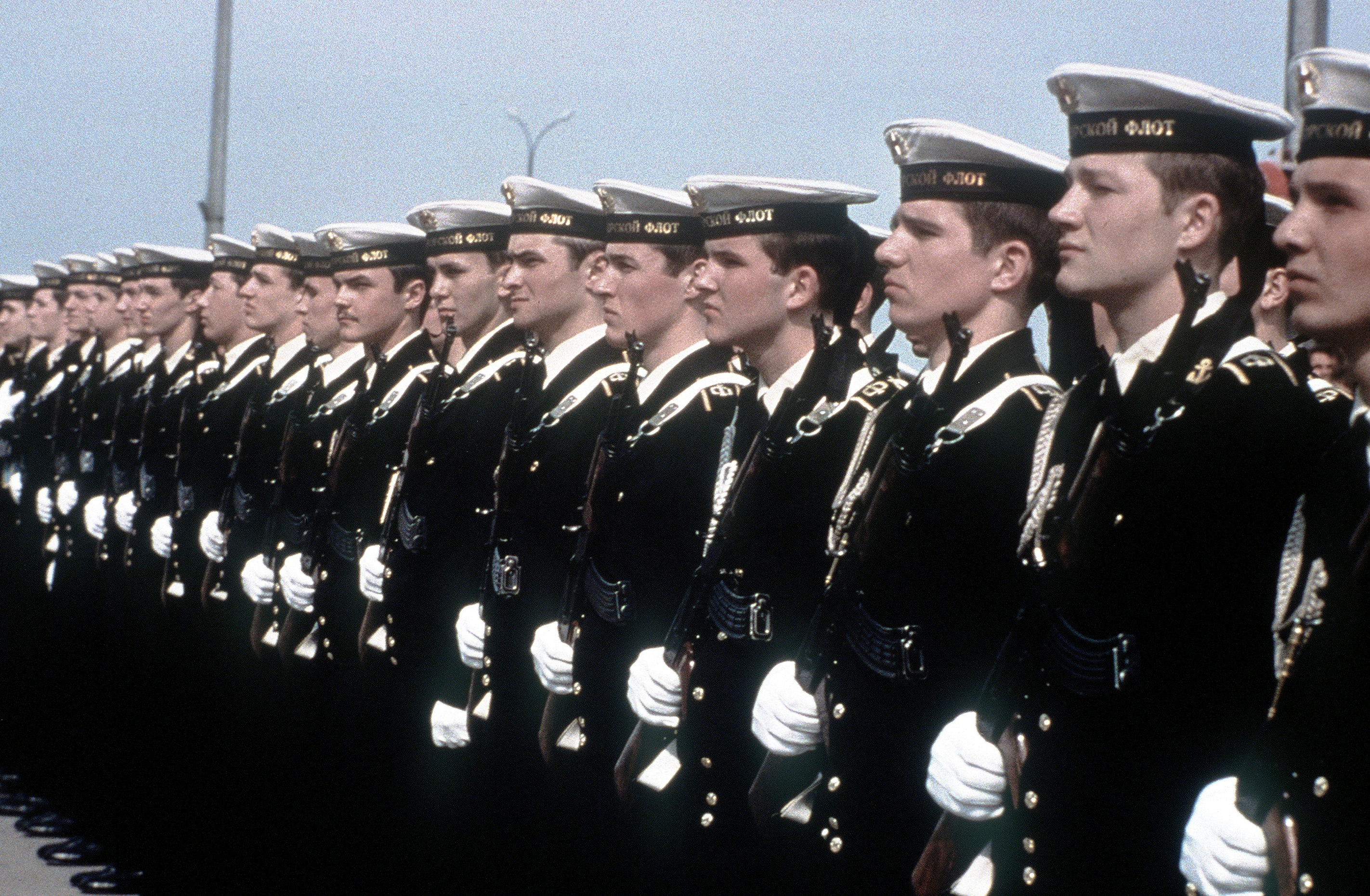
Советские моряки, 1982 год.

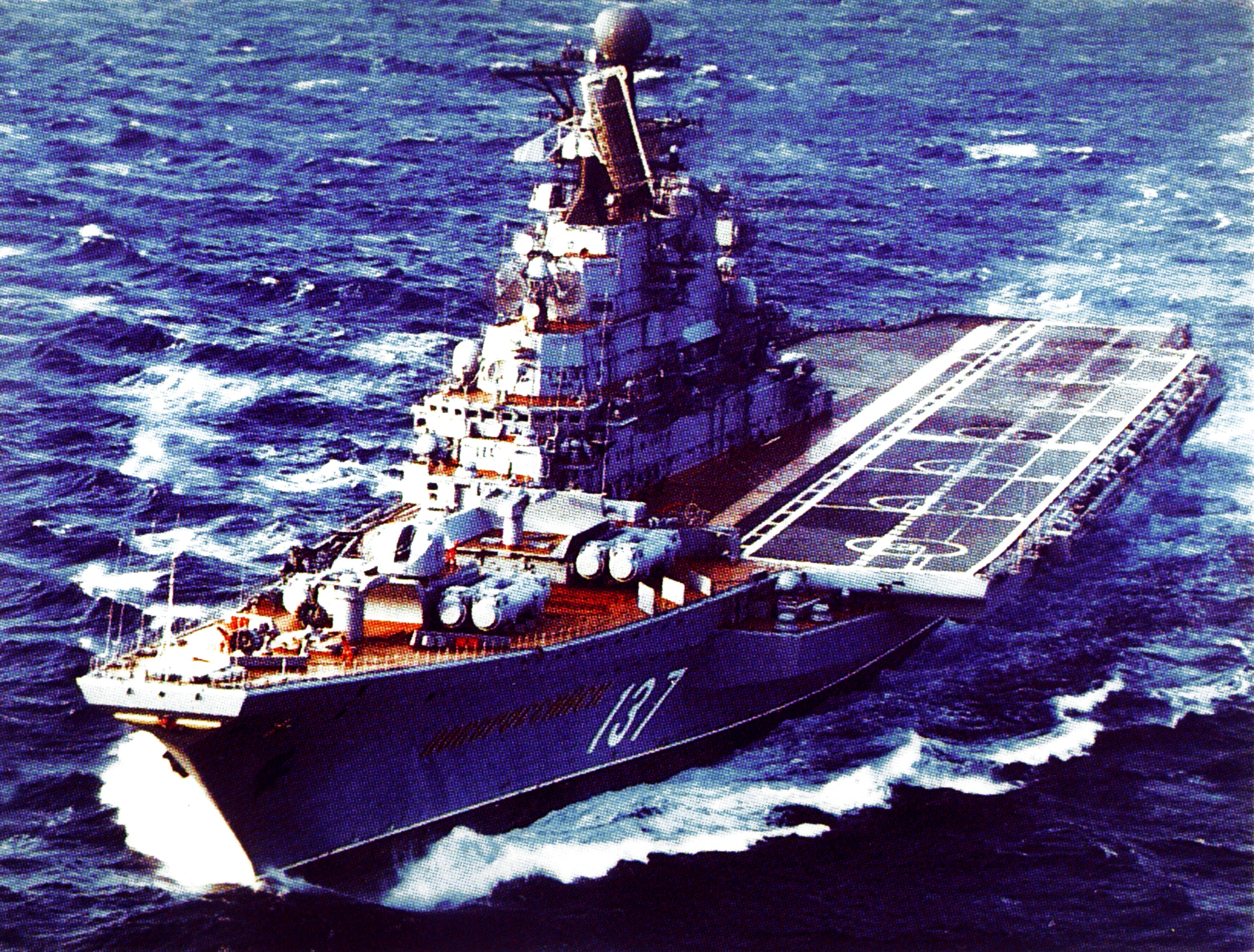
ТАКР «Новороссийск», 1986 год.

Военно-морской флот СССР организационно состоял из родов сил: подводных, надводных, морской авиации, береговых ракетно-артиллерийских войск и морской пехоты. В его состав входили также суда вспомогательного флота, части специального назначения (СпН) и различные службы. Главными родами сил являлись подводные силы и морская авиация. Кроме того имелись в части и учреждения тыла.
В 1955 году с борта подводной лодки была впервые запущена баллистическая ракета.
В 1966 году отряд атомных подводных лодок совершил кругосветное плавание без всплытия на морскую поверхность.
За период с 1967 по 1979 год в СССР было построено 122 атомные подводные лодки. За тринадцать лет построено пять авианесущих кораблей (тяжёлых авианесущих крейсеров).
В организационном отношении ВМФ включал:
- Северный флот (1937 год)
- Тихоокеанский флот (1935 год)
- Черноморский флот
- Балтийский флот
- Каспийскую флотилию
- Ленинградскую военно-морскую базу

Возглавлял ВМФ Главнокомандующий (Командующий, Начальник Морских Сил Республики, Народный Комиссар, Министр) занимавший должность заместителя Министра обороны СССР. Ему подчинялись Главный штаб и управления ВМФ.
Главный штаб ВМФ — город Москва.
Главнокомандующие:
- 1917—1918 — Иванов, Модест Васильевич,
- 1918—1918 — Дыбенко, Павел Ефимович,
- 1918—1919 — Альтфатер, Василий Михайлович,
- 1917—1919 — Раскольников, Фёдор Фёдорович,
- 1919—1920 — Беренс, Евгений Андреевич,
- 1920—1921 — Нёмитц, Александр Васильевич,
- 1921—1924 — Панцержанский, Эдуард Самуилович,
- 1924—1926 — Зоф, Вячеслав Иванович,
- 1926—1931 — Муклевич, Ромуальд Адамович,
- 1931—1937 — Орлов, Владимир Митрофанович, с 1935 года флагман Флота 1 ранга;
- 1937—1938 — Викторов, Михаил Владимирович, флагман Флота 1 ранга;
- 1938—1938 — Смирнов, Пётр Александрович, армейский комиссар 1 ранга;
- 1938—1939 — Фриновский, Михаил Петрович, командарм 1 ранга;
- 1939—1947 — Кузнецов, Николай Герасимович, Адмирал Флота Советского Союза;
- 1947—1951 — Юмашев, Иван Степанович, адмирал;
- 1951—1956 — Кузнецов, Николай Герасимович, Адмирал Флота Советского Союза;
- 1956—1985 — Горшков, Сергей Георгиевич, Адмирал Флота Советского Союза;
- 1985—1992 — Чернавин, Владимир Николаевич, Адмирал флота;

### Отдельные рода войск и службы ВС СССР

#### Войска гражданской обороны (ГО) СССР
В 1971 году непосредственное руководство ГО возложено на Министерство обороны СССР, повседневное — на начальника ГО — заместителя Министра обороны СССР.
Имелись полки ГО (в крупных городах СССР), Московское военное училище гражданской обороны (МВУГО, город Балашиха), переформировано в 1974 году в Московское высшее командное училище дорожных и инженерных войск (МВКУДИВ), готовило специалистов для дорожных войск и войск ГО.
Начальники:
- 1961—1972 — В. И. Чуйков, Маршал Советского Союза;
- 1972—1986 — А. Т. Алтунин, генерал армии;
- 1986—1991 — В. Л. Говоров, генерал армии;
- 1991 — Б. Е. Пьянков, генерал-полковник.

#### Тыл ВС СССР
Силы и средства, предназначенные для тылового обеспечения и по службам тыла технического обеспечения войск (сил) ВС. Являлись неотъемлемой частью оборонного потенциала государства и связующим звеном между экономикой страны и непосредственно ВС. В его состав входили штаб тыла, главные и центральные управления, службы, а также органы управления, войска и организации центрального подчинения, тыловые структуры видов и родов войск ВС, военных округов (групп войск) и флотов, объединений, соединений и воинских частей.
- Главное военно-медицинское управление МО СССР (ГВМУ МО СССР) [1946 год, Главное военно-санитарное управление]:
  - Воинские формирования Военно-медицинской службы;
- Главное управление торговли МО СССР (ГУТ МО СССР) [1956 год, Главвоенторг Министерства торговли СССР];
- Центральное управление военных сообщений МО СССР (ЦУП ВОСО МО СССР) [вкл. 1962 г. до 1992 г.; ГУ ВОСО, 1950 г.];
- Центральное продовольственное управление МО СССР (ЦПУ МО СССР),
  - Управление сельского хозяйства МО СССР;
- Центральное вещевое управление МО СССР (ЦВУ МО СССР) [1979 год, Управление вещевого и хозяйственного снабжения, Управление вещевого и обозного снабжения];
- Центральное управление ракетного топлива и горючего МО СССР (ЦУРТГ МО СССР) [Служба снабжения горючим, 1979 г.; Служба горючего и смазочных материалов, Управление службы горючего];
- Центральное автомобильно-дорожное управление МО СССР [Автомобильно-дорожное управление Тыла КА, 1941 год; Отдел автотранспортной и дорожной службы ГШ, 1938 год; Отдел автотранспортной и дорожной службы ВОСО];
- Главное квартирно-эксплуатационное управление МО СССР (ГКЭУ МО СССР)[46];
- Главное военно-строительное управление МО СССР (ГВСУ МО СССР)[46];
- Главное военно-строительное управление «Центр» МО СССР (ГВСУЦ МО СССР)[46];
- Главное управление специального строительства МО СССР (ГУСС МО СССР)[46];
- Служба противопожарной защиты и спасательных работ МО СССР[47];
- Инспекция охраны природной среды МО СССР[48];
- Специальные войска и части тылового обеспечения ВС СССР:
  - Автомобильные войска,
  - Дорожные войска,
  - Железнодорожные войска — до 1989 года[4],
  - Трубопроводные войска,
  - Строительные части.

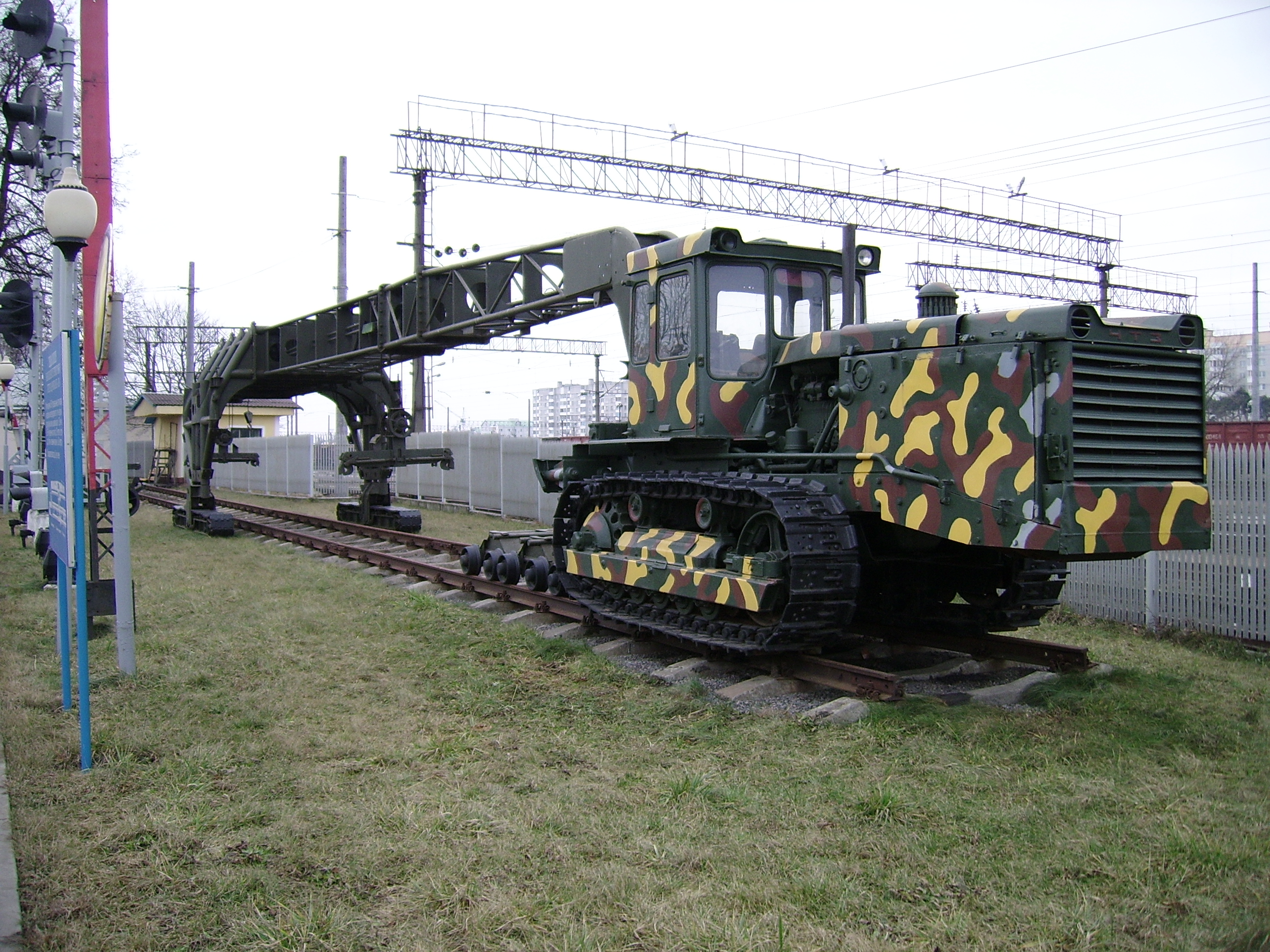
Путеукладчик ПБ-3М Железнодорожных войск, производившийся серийно с 1971 года (экспозиция техники железнодорожных войск Барановичского музея железнодорожной техники).

Тыл ВС в интересах Вооружённых Сил решал целый комплекс задач, основными из которых являлись: приём от экономического комплекса государства запаса материальных средств и техники тыла, хранение и обеспечение ими войск (сил); планирование и организация совместно с транспортными министерствами и ведомствами подготовки, эксплуатации, технического прикрытия, восстановления путей сообщения и транспортных средств; подвоз всех видов материальных средств; осуществление оперативных, снабженческих и других видов воинских перевозок, обеспечение базирования ВВС и ВМФ; техническое обеспечение войск (сил) по службам тыла; организация и проведение лечебно-эвакуационных, санитарно-противоэпидемических (профилактических) мероприятий, медицинской защиты личного состава от оружия массового поражения (ОМП) и неблагоприятных экологических факторов, проведение ветеринарно-санитарных мероприятий и мероприятий служб тыла по химической защите войск (сил); осуществление контроля за организацией и состоянием противопожарной защиты и местной обороны войск (сил), оценка экологической обстановки в местах дислокации войск (сил), прогноз её развития и контроль за проведением мероприятий по защите личного состава от экологически вредных воздействий природного и техногенного характера; торгово-бытовое, квартирно-эксплуатационное и финансовое обеспечение; охрана и оборона коммуникаций и объектов тыла в тыловых полосах, организация лагерей (приёмных пунктов) военнопленных (заложников), их учёт и обеспечение; обеспечение работ по эксгумации, идентификации, захоронению и перезахоронению военнослужащих.
Для решения данных задач Тыл ВС в имел в своём составе специальные войска (автомобильные, дорожные, железнодорожные [до 1989 года], трубопроводные), соединения и части материального обеспечения, военно-строительного назначения, медицинские соединения, части и учреждения, стационарные базы и склады с соответствующими запасами материальных средств, транспортные комендатуры, ветеринарно-санитарные, ремонтные, сельскохозяйственные, торгово-бытовые, учебные (академия, училища, факультеты и военные кафедры при гражданских ВУЗах) и другие учреждения.
Штаб-квартира город Москва.
Начальники:
- 1941—1951 — А. В. Хрулёв, генерал армии;
- 1951—1958 — В. И. Виноградов, генерал-полковник;
- 1958—1968 — И. Х. Баграмян, Маршал Советского Союза;
- 1968—1972 — С. С. Маряхин, генерал армии;
- 1972—1988 — С. К. Куркоткин, Маршал Советского Союза;
- 1988—1991 — В. М. Архипов, генерал армии;
- 1991 — И. В. Фуженко, генерал-полковник.

#### Пограничные войска КГБ СССР

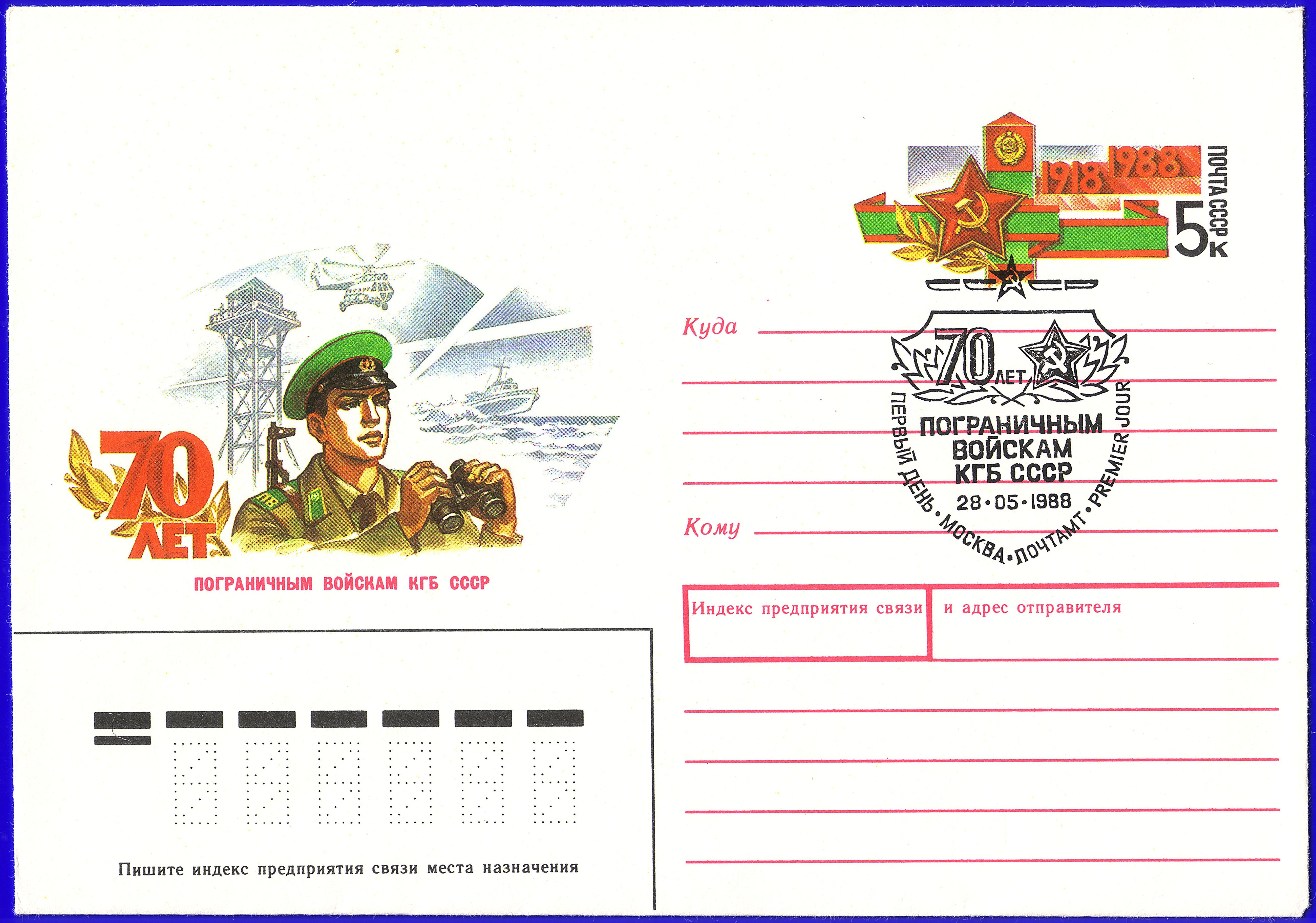
Специальное гашение оригинальной марки в честь 70-летия пограничных войск (ПВ) КГБ СССР, 1988

Пограничные войска (до 1978 года — КГБ при Совете Министров СССР) — были предназначены для охраны сухопутных, морских и речных (озёрных) границ советского государства. В СССР Пограничные войска были составной частью ВС СССР. Непосредственное руководство Пограничными войсками осуществлялось КГБ СССР и подчинённым ему Главным управлением Пограничных войск. Состояли из пограничных округов, отдельных частей (пограничный отряд) и входящих в них подразделений, осуществляющих охрану границы (пограничные заставы, пограничные комендатуры, контрольно-пропускные пункты), специальных частей (подразделений) и учебных заведений. Кроме того в Пограничных войсках имелись подразделения и части авиации (отдельные авиационные полки, эскадрильи), морские (речные) части (бригады пограничных кораблей, дивизионы катеров) и части тыла. Круг задач, решаемых Пограничными войсками, определялся Законом СССР от 24 ноября 1982 года «О Государственной границе СССР», положением об охране Государственной границы СССР, утверждённым 5 августа 1960 года указом Президиума Верховного Совета СССР. Правовое положение личного состава Пограничных войск регламентировалось Законом СССР «О всеобщей воинской обязанности», положениями о прохождении военной службы, уставами и наставлениями.
21 марта 1989 года Пограничные войска КГБ СССР были исключены из состава Вооружённых Сил и с того момента состояли вне штатной численности ВС СССР.
Пограничные округа и части центрального подчинения, без учёта соединений, переданных из МО СССР, по состоянию на 1991 год включали:
- Краснознамённый Восточный пограничный округ
- Краснознамённый Дальневосточный пограничный округ
- Краснознамённый Забайкальский пограничный округ
- Краснознамённый Закавказский пограничный округ
- Краснознамённый Западный пограничный округ
- Краснознамённый Прибалтийский пограничный округ
- Северо-Восточный пограничный округ
- Краснознамённый Северо-Западный пограничный округ
- Краснознамённый Среднеазиатский пограничный округ
- Краснознамённый Тихоокеанский пограничный округ
- 4-й Архангельский пограничный отряд
- Отдельный Арктический пограничный отряд
- 105-й отдельный Краснознамённый отряд специального назначения
- Отдельный отряд пограничного контроля «Москва»
- Высшее пограничное командное училище КГБ СССР имени Ф. Э. Дзержинского (г. Алма-Ата);
- Высшее пограничное командное училище КГБ СССР имени Моссовета (г. Москва);
- Высшее пограничное военно-политическое училище КГБ СССР имени К. Е. Ворошилова (пгт Голицыно);
- Высшие пограничные командные курсы;
- Объединённый учебный центр;
- два отдельных авиаотряда;
- два отдельных инженерно-строительных батальона;
- Центральный госпиталь пограничных войск;
- Центральный информационно-аналитический центр;
- Центральный архив Пограничных войск;
- Центральный музей Пограничных войск.

Начальники:
- 1918—1919 — С. Г. Шамшев, (Главное управление Пограничных войск (ГУПВ));
- 1919—1920 — В. А. Степанов, (Управление Пограничного надзора);
- 1920—1921 — В. Р. Менжинский, (Особый отдел ВЧК (охрана границы);
- 1922—1923 — А. Х. Артузов, (Отдел Пограничных войск, Отдел Пограничной охраны (ОПО));
- 1923—1925 — Ольский, Ян Каликстович, (ОПО);
- 1925—1929 — З. Б. Кацнельсон, (Главное управление Пограничной охраны (ГУПО));
- 1929 — С. Г. Вележев, (ГУПО);
- 1929—1931 — И. А. Воронцов, (ГУПО);
- 1931—1933 — Н. М. Быстрых, (ГУПО);
- 1933—1937 — М. П. Фриновский, (ГУПО) (с 1934 года Главное управление Пограничной и Внутренней охраны (ГУПиВО) НКВД СССР;
- 1937—1938 — Н. К. Кручинкин, (ГУПиВО);
- 1938—1939 — А. А. Ковалёв, Главное управление Пограничных и Внутренних войск (ГУПиВВ);
- 1939—1941 — Г. Г. Соколов, генерал-лейтенант (ГУПВ);
- 1942—1952 — Н. П. Стаханов, генерал-лейтенант (ГУПВ);
- 1952—1953 — П. И. Зырянов, генерал-лейтенант (ГУПВ);
- 1953—1954 — Т. Ф. Филиппов, генерал-лейтенант (ГУПВ);
- 1954—1956 — А. С. Сироткин, генерал-лейтенант (ГУПВ);
- 1956—1957 — Т. А. Строкач, генерал-лейтенант (ГУПВ);
- 1957—1972 — П. И. Зырянов, генерал-полковник (ГУПВ);
- 1972—1989 — В. А. Матросов, генерал армии (ГУПВ);
- 1989—1992 — И. Я. Калиниченко, генерал-полковник (ГУПВ) (с 1991 года главнокомандующий)

#### Внутренние войска МВД СССР
Внутренние войска МВД СССР, составная часть ВС СССР. Предназначены для охраны государственных объектов и выполнения других служебно-боевых задач, определённых в специальных постановлениях правительства, возложенных на МВД СССР. Они охраняли особо важные объекты народного хозяйства, а также социалистическую собственность, личность и права граждан, весь советский правопорядок от посягательств преступных элементов и выполняли некоторые другие специальные задачи (охрана мест лишения свободы, конвоирование осуждённых). Предшественниками Внутренних войск были Войска внутренней охраны Республики (Войска ВОХР), Войска внутренней службы (Войска ВНУС) и Войска Всероссийской Чрезвычайной Комиссии (ВЧК). Термин Внутренние войска появился в 1921 году для обозначения частей ВЧК, несущих службу во внутренних районах страны, в отличие от Пограничных войск. В Великую Отечественную войну войска НКВД охраняли тылы фронтов и армий, несли гарнизонную службу в освобождённых районах, участвовали в обезвреживании агентуры противника. Внутренние войска НКВД СССР (1941—1946), МВД СССР (1946—1947, 1953—1960, 1968—1991), МГБ СССР (1947—1953), МВД РСФСР (1960—1962), МООП РСФСР (1962—1966), МООП СССР (1966—1968), МВД РСФСР (с 1991):
21 марта 1989 года Внутренние войска МВД СССР были исключены из состава Вооружённых Сил и с того момента состояли вне штатной численности ВС СССР.
Начальники:
- 1937—1938 — Н. К. Кручинкин, (Главное управление Пограничной и Внутренней охраны (ГУПиВО);
- 1938—1939 — А. А. Ковалёв, (Главное управление Пограничных и Внутренних войск (ГУПиВВ);
- 1941—1942 — А. И. Гульев, генерал-майор;
- 1942—1944 — И. С. Шередега, генерал-майор;
- 1944—1946 — А. Н. Аполлонов, генерал-полковник;
- 1946—1953 — П. В. Бурмак, генерал-лейтенант;
- 1953—1954 — Т. Ф. Филиппов, генерал-лейтенант;
- 1954—1956 — А. С. Сироткин, генерал-лейтенант;
- 1956—1957 — Т. А. Строкач, генерал-лейтенант;
- 1957—1960 — С. И. Донсков, генерал-лейтенант;
- 1960—1961 — Г. И. Алейников, генерал-лейтенант;
- 1961—1968 — Н. И. Пильщук, генерал-лейтенант;
- 1968—1986 — И. К. Яковлев, генерал армии;
- 1986—1991 — Ю. В. Шаталин, генерал-полковник;

## Воинская обязанность
Всеобщая воинская обязанность, установленная советским законодательством, вытекала из конституционного положения, определяющего, что защита социалистического Отечества есть священный долг каждого гражданина СССР, а военная служба в рядах ВС СССР — почётная обязанность советских граждан (ст. 62 и 63 Конституции СССР). Законодательство о всеобщей воинской обязанности прошло в своём развитии несколько этапов. Отражая социально-политические изменения в жизни общества и потребности укрепления обороны страны, оно развивалось от добровольчества к обязательной военной службе трудящихся и от неё — к всеобщей воинской обязанности.
Всеобщая воинская обязанность характеризовалась следующими основными чертами:
1. она распространялась лишь на советских граждан;
2. являлась всеобщей: призыву на военную службу подлежали все мужчины — граждане СССР; не призывались лишь лица, отбывающие уголовное наказание, и лица, в отношении которых велось следствие или уголовное дело рассматривалось судом;
3. являлась личной и равной для всех: не допускалась замена призывника другим лицом: за уклонение от призыва или от выполнения обязанностей военной службы виновные несли уголовную ответственность;
4. имела ограничения во времени: законом точно были установлены сроки действительной военной службы, количество и продолжительность учебных сборов и предельный возраст состояния в запасе;

Воинская обязанность по советскому законодательству осуществлялась в следующих основных формах:
- служба в рядах ВС СССР в течение установленных законом сроков;
- работа и служба в качестве военных строителей;
- прохождение учебных, поверочных сборов и переподготовки в период состояния в запасе ВС СССР;

Исполнением всеобщей воинской обязанности являлось также предварительная подготовка (военно-патриотическое воспитание, начальная военная подготовка (НВП), подготовка специалистов для ВС, повышение общей грамотности, проведение лечебно-оздоровительных мероприятий и физическая закалка молодёжи) к военной службе:
- прохождение учащимися в средних школах, а другими гражданами — на производстве начальной военной подготовки, включая подготовку по гражданской обороне, с учащейся молодёжью в общеобразовательных школах (начиная с 9-го класса), в средних специальных учебных заведениях (ССУЗ), и в учебных заведениях системы профессионально-технического образования (СПТО) штатными военными руководителями. Юноши не обучавшиеся в дневных (очных) учебных заведениях НВП проходили на учебных пунктах, создаваемых (при наличии 15 и более юношей, обязанных проходить НВП) на предприятиях, в организациях и колхозах; Программа НВП включала в себя ознакомление молодёжи с назначением Советских ВС и их характером, с обязанностями военной службы, основными требованиями военной присяги и воинских уставов. Руководители предприятий, учреждений, колхозов и учебных заведений несли ответственность за то, чтобы НВП были охвачены все юноши допризывных и призывных возрастов;
- приобретение военных специальностей в учебных организациях СПТО — профтехучилищах и в организациях Добровольного общества содействия Армии, Авиации и Флоту (ДОСААФ), предназначалась для обеспечения постоянной и высокой боеготовности ВС, являлась заблаговременной и предусматривала подготовку специалистов (водителей автомобилей, электромехаников, связистов, парашютистов и других) из числа юношей, достигших 17-летнего возраста. В городах производилась без отрыва от производства. При этом на период сдачи экзаменов обучающимся юношам предоставлялся оплачиваемый отпуск на 7—15 рабочих дней. В сельской местности производилась с отрывом от производства на сборах в осенне-зимний период. За призывниками в этих случаях сохранялись места работы, занимаемая должность и выплачивалось 50 % среднего заработка. Оплачивались также расходы по найму жилого помещения и проезд к месту учёбы и обратно;
- изучение военного дела и приобретение офицерской специальности студентами высших учебных заведений (ВУЗ) и ССУЗ, занимавшихся по программам подготовки офицеров запаса;
- соблюдение правил воинского учёта и иных воинских обязанностей призывниками и всеми гражданами, состоящими в запасе ВС СССР.

В целях планомерной подготовки и организационного проведения призыва на действительную военную службу территория СССР разделялась на районные (городские) призывные участки. К ним ежегодно в течение февраля — марта приписывались граждане, которым в год приписки исполнялось 17 лет. Приписка к призывным участкам служила средством выявления и изучения количественного и качественного состава призывных контингентов. Она производилась районными (городскими) военными комиссариатами (военкоматами) по месту постоянного или временного жительства. Определение состояния здоровья приписываемых производилось врачами, выделяемыми по решению исполнительных комитетов (исполкомов) районных (городских) Советов народных депутатов из местных лечебных учреждений. Лица, приписанные к призывным участкам, именовались призывниками. Им выдавалось специальное свидетельство. Граждане, подлежащие приписке, были обязаны явиться в военкомат в срок, установленный на основании Закона. Перемена призывного участка допускалась только с 1 января до 1 апреля и с 1 июля до 1 октября года призыва. В другое время года перемена призывного участка в отдельных случаях могла быть разрешена лишь по уважительным причинам (например, переезд на новое место жительства в составе семьи). Призыв граждан на действительную военную службу проводился ежегодно повсеместно два раза в год (в мае — июне и в ноябре — декабре) по приказу Министра обороны СССР. В войска, расположенные в отдалённых и некоторых других местностях, призыв начинался на месяц раньше — в апреле и октябре. Количество граждан подлежащих призыву, устанавливалось Советом Министров СССР. Точные сроки явки граждан на призывные участки определялись, в соответствии с Законом и на основании приказа Министра обороны СССР, приказом военного комиссара. От явки на призывные участки никто из призывников не освобождался (за изъятием случаев, установленных ст. 25 Закона). Вопросы, связанные с призывом, решались коллегиальными органами — призывными комиссиями, создаваемыми в районах, городах под председательством соответствующих военных комиссаров. В состав комиссии в качестве их полноправных членов входили представители местных советских, партийных, комсомольских организаций и врачи. Персональный состав призывной комиссии утверждался исполкомами районных (городских) Советов народных депутатов. На районные (городские) призывные комиссии возлагались:
- а) организация медицинского освидетельствования призывников;
- б) принятие решения о призыве на действительную военную службу и предназначение призванных по видам ВС и родам войск;
- в) предоставление отсрочек в соответствии с Законом;
- г) освобождение от воинской обязанности призывников в связи с наличием у них заболеваний или физических недостатков;

При принятии решения призывные комиссии были обязаны всесторонне обсудить семейное и материальное положение призывника, состояние его здоровья, учесть пожелания самого призывника, его специальность, рекомендации комсомольских и других общественных организаций. Решения принимались большинством голосов. Для руководства районными (городскими) призывными комиссиями и контроля за их деятельностью в союзных и автономных республиках, краях, областях и автономных округах создавались соответствующие комиссии под председательством военного комиссара союзной или автономной республики, краях, области или автономного округа. За деятельностью призывных комиссий осуществлялся контроль со стороны Советов народных депутатов и прокурорский надзор. За недобросовестное или пристрастное отношение к делу при решении вопроса призыва, предоставление незаконных отсрочек члены призывных комиссий и врачи, участвующие в освидетельствовании призывников, а также другие лица, допустившие злоупотркбления, привлекались к ответственности в соответствии с действующим законодательством. В основу распределения призывников по видам ВС и родам войск клался принцип производственной квалификации и специальности с учётом состояния здоровья. Этот же принцип применялся при призыве граждан в военно-строительные отряды (ВСО), предназначенные для выполнения строительно-монтажных работ, изготовления конструкций и деталей на промышленных и лесозаготовительных предприятиях системы Министерства обороны СССР. Комплектование ВСО производилось преимущественно из призывников окончивших строительные учебные заведения или имевших строительные или родственные им специальности или опыт работы в строительстве (сантехники, бульдозеристы, кабельщики и т. д.). Права, обязанности и ответственность военных строителей определялись военным законодательством, а их трудовая деятельность регулировалась трудовым законодательством (с некоторыми особенностями в применении того или другого). Оплата труда военных строителей производилась по действующим нормам. Обязательный срок работы в ВСО засчитывался в срок действительной военной службы.
Законом были определёны: — единый призывной возраст для всех советских граждан — 18 лет;
Срок действительной военной службы (срочная военная служба солдат и матросов, сержантов и старшин) в 2 — 3 года;
Отсрочка от призыва, могла быть предоставлена по трём основаниям: а) по состоянию здоровья — предоставлялась призывникам, признанным временно негодными к военной службе по болезни (ст. 36 Закона); б) по семейному положению (ст. 34 Закона); в) для продолжения образования (ст. 35 Закона);
В период послевоенной массовой демобилизации 1946—1948 призыв в ВС не проводился. Вместо этого призывники отправлялись на восстановительные работы. Новый закон о всеобщей воинской обязанности был принят в 1949 году, в соответствии с ним установлен призыв один раз в год, на срок 3 года, на флот 4 года. В 1968 году срок службы был уменьшен на один год, вместо призыва один раз в год, введены две призывные кампании весенняя и осенняя.

### Прохождение военной службы

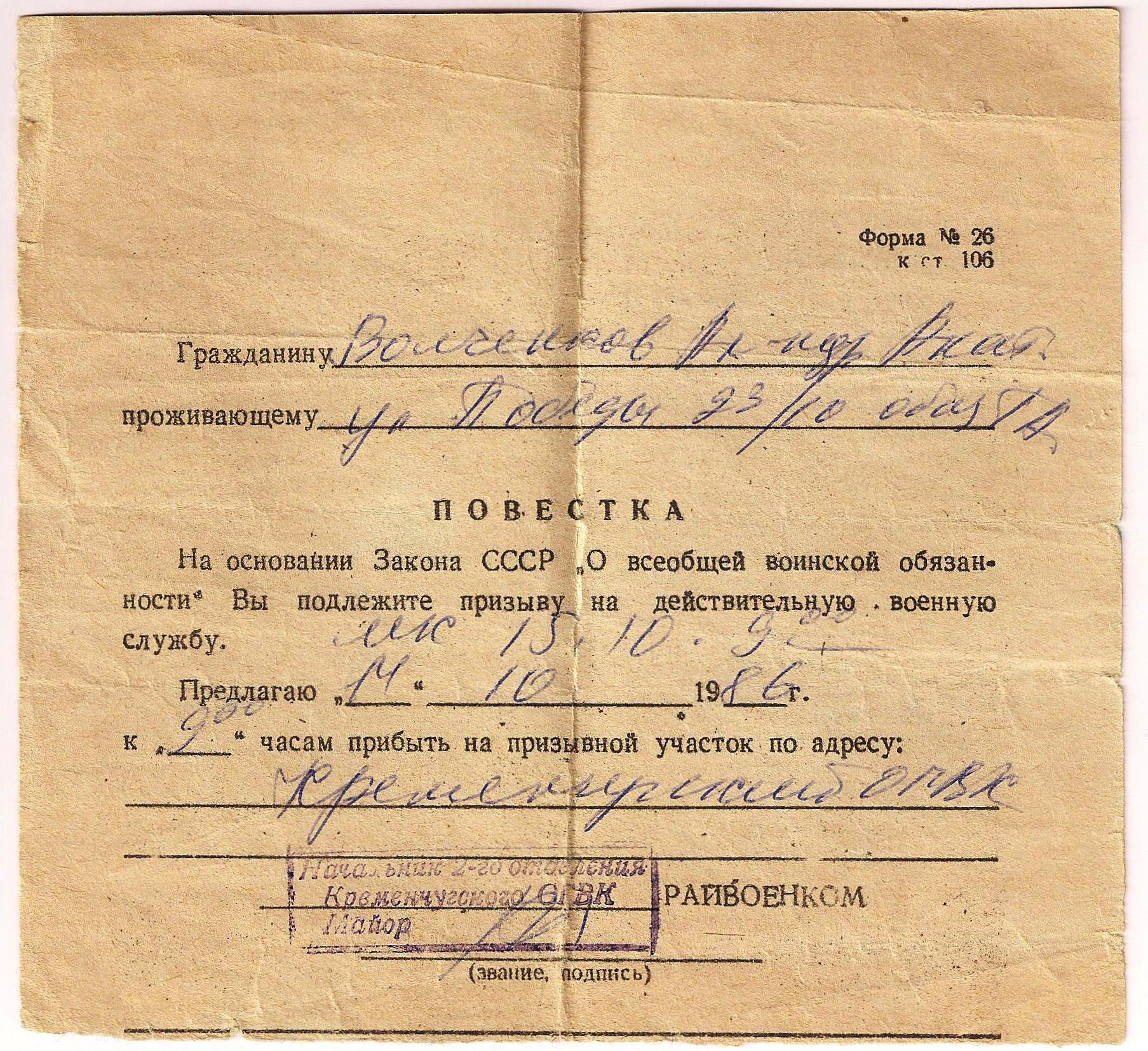
Повестка, Форма № 26, к ст. 106, о призыве, образец 1986 года.

Военная служба — особый вид государственной службы, заключающийся в выполнении советскими гражданами конституционной воинской обязанности в составе ВС СССР (ст.63, Конституции СССР). Военная служба являлась наиболее активной формой осуществления гражданами своего конституционного долга защищать социалистическое Отечество (ст. 31 и 62, Конституции СССР), являлась почётной обязанностью и возлагалась только на граждан СССР. Иностранцы и лица без гражданства, проживавшие на территории СССР, воинскую обязанность не несли и на военную службу не зачислялись, тогда как на работу (службу) в гражданские советские организации они могли приниматься с соблюдением установленных законами правил.
На военную службу советские граждане привлекались в обязательном порядке путём призывов (очередных, на учебные сборы и по мобилизации) в соответствии с конституционной обязанностью (ст. 63, Конституции СССР), и в соответствии со ст. 7 Закона о всеобщей воинской обязанности (1967 г.) все военнослужащие и военнообязанные принимали военную присягу на верность своему народу, своей Советской Родине и Советскому правительству. Для военной службы характерно наличие института присваиваемых в установленном ст. 9 Закона о всеобщей воинской обязанности (1967 г.) порядке персональных воинских званий, в соответствии с которыми военнослужащие и военнообязанные делились на начальников и подчинённых, старших и младших со всеми вытекающими из этого правовыми последствиями.
В ВС СССР призывалось около 40 % от призывного контингента состоящего на воинском учёте (приписанного к военкоматам).
Формы прохождение военной службы были установлены в соответствии с принятым в современных условиях принципом строительства ВС на постоянной кадровой основе (сочетание кадровых ВС с наличием запаса военнообязанных военнообученных граждан). Поэтому согласно Закону о всеобщей воинской обязанности (ст. 5) военная служба делилась на действительную военную службу и службу в запасе, каждая из которых протекала в особых формах.
Действительная военная служба — служба советских граждан в кадрах ВС, в составе соответствующих воинских частей, экипажей военных кораблей, а также учреждений, заведений и других военных организаций. Лица зачисленные на действительную военную службу, именовались военнослужащими, они вступали с государством в военно-служебные отношения, назначались на такие предусмотренные штатами должности, для которых требовалась определённая военная или специальная подготовка.
В соответствии с организационной структурой ВС, различием в характере и объёме служебной компетенции личного состава государством были приняты и использовались следующие формы действительной военной службы:
- срочная военная служба солдат и матросов, сержантов и старшин;
- сверхсрочная военная служба сержантов и старшин;
- служба прапорщиков и мичманов;
- служба офицерского состава, в том числе офицеров, которые призывались из запаса на срок 2-3 года.

В качестве дополнительной формы прохождения действительной военной службы использовалась служба женщин, принимаемых в мирное время в ВС СССР на добровольных началах на должности солдат и матросов, сержантов и старшин.
К формам прохождения военной службы примыкала служба (работа) военных строителей.
Служба в запасе — периодическое несение военной службы гражданами, зачисленными в запас ВС. Лица состоявшие в запасе именовались военнообязанными запаса.
Формами прохождения военной службы за время состояния в запасе являлись краткосрочные сборы и переподготовка:
- учебные сборы, имеющие своей целью совершенствование военной и специальной подготовки военнообязанных, поддержание её на уровне современных требований;
- поверочные сборы, имеющие своей целью определить боевую и мобилизационную готовность органов военного управления (ОВУ).

Правовое положение личного состава ВС СССР регламентировали:
- Конституция (Основной Закон) СССР (1977 г.);
- Закон СССР о всеобщей воинской обязанности, (1967 г.);
- Общевоинские уставы ВС СССР и Корабельный устав;
- Положения о прохождении военной службы (офицеров, прапорщиков и сверхсрочнослужащих и т. д.);
- Боевые уставы;
- Наставления;
- Инструкции;
- Руководства;
- Приказы;
- Приказания.

## ВС СССР за границей
- Советские войска в Иране относились к Закавказскому и Среднеазиатскому военным округам.
- Группа советских войск в Германии (ГСВГ) в ГДР
- Северная группа войск (СГВ) в Польше
- Центральная группа войск (ЦГВ) в Австрии (1-е формирование), Чехословакии (2-е формирование)
- Южная группа войск (ЮГВ) в Венгрии
- Группа советских военных специалистов на Кубе (ГСВСК)
- Советские войска в Монголии относились к Забайкальскому военному округу.
- Ограниченный контингент советских войск в Афганистане (40-я армия, ОКСВА) относился к Туркестанскому военному округу, а подразделения Пограничных войск в составе ОКСВА относились к Среднеазиатскому и Восточному пограничным округам
- Пункты базирования ВМФ: Тартус в Сирии, Камрань во Вьетнаме, Умм-Каср в Ираке, Нокра в Эфиопии, Свиноуйсьце в Польше, Гавана и Сьенфуэгос на Кубе.
  - Военно-морская база Порккала-Удд в Финляндии[51]
  - Военно-морская база Ханко в Финляндии
  - Военно-морская база Порт-Артур в Китае

## Военные действия
Государства (страны), на территории которых Вооружённые Силы СССР или военные советники и специалисты Вооружённых Сил СССР участвовали в боевых действиях (находились во время боевых действий) после Второй мировой войны:
- Китай — с марта 1946 г. по апрель 1949 г.; март—май 1950 г. (личный состав группы войск ПВО) (см. Гражданская война в Китае)
- Северная Корея — с июня 1950 г. по июль 1953 г. — воинские подразделения принимали участие в боевых действиях с территории Китая (см. Корейская война)
- Венгрия — 1956 г. (см. Венгерское восстание 1956 года)
- Боевые действия в районе острова Даманский— март 1969 г. (см. Пограничный конфликт на острове Даманский)
- Боевые действия в районе озера Жаланашколь — август 1969 г. (см. Пограничный конфликт у озера Жаланашколь)
- Алжир — 1962—1964 гг.
- Египет (Объединённая Арабская Республика) — с октября 1962 г. по март 1963 г.; июнь 1967 г.; 1968 г.; с марта 1969 г. по июль 1972 г. (см. Египетско-израильская война на истощение); с октября 1973 г. по март 1974 г.; с июня 1974 г. по февраль 1975 г. (личный состав Черноморского и Тихоокеанского флотов, участвовавший в разминировании зоны Суэцкого канала).
- Йеменская Арабская Республика — с октября 1962 г.по март 1963 г.; с ноября 1967 г. по декабрь 1969 г.
- Вьетнам — с января 1961 по декабрь 1974 (см. Война во Вьетнаме), в том числе личный состав разведывательных кораблей Тихоокеанского флота, решавших задачи боевой службы в Южно-Китайском море.
- Сирия — июнь 1967 г.; март—июль 1970 г.; сентябрь—ноябрь 1972 г.; октябрь 1973 г.
- Ангола — с ноября 1975 г. по 1991 г. (см. Гражданская война в Анголе)
- Мозамбик — 1967—1969 гг.; с ноября 1975 по ноябрь 1979 г., с марта 1984 по август 1988 г. (см. Гражданская война в Мозамбике)
- Эфиопия — с декабря 1977 г. по ноябрь 1990 г. (см. Эфиопско-сомалийская война, Война за независимость Эритреи)
- Афганистан — с апреля 1978 по 15 февраля 1989 (см. Афганская война (1979—1989))
- Камбоджа — апрель-декабрь 1970 г.
- Бангладеш — 1972—1973 гг. (корабли и вспомогательные суда Военно-Морского Флота СССР).
- Лаос — с января 1960 г. по декабрь 1963 г.; с августа 1964 г. по ноябрь 1968 г.; с ноября 1969 г. по декабрь 1970 г.
- Сирия и Ливан — июнь 1982 (см. Ливанская война (1982))

## В филателии
Теме Вооружённых Сил СССР (РККА) посвящёно много почтовых марок, выпущенных в СССР. Ниже представлены юбилейные выпуски марок:

Серия почтовых марок СССР, 1928 год: 10 лет РККА
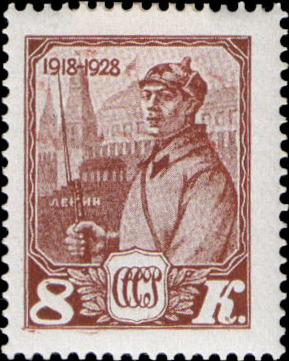
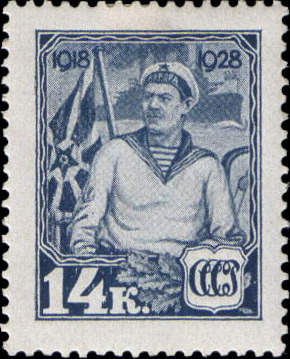
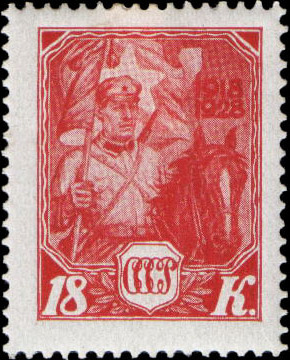
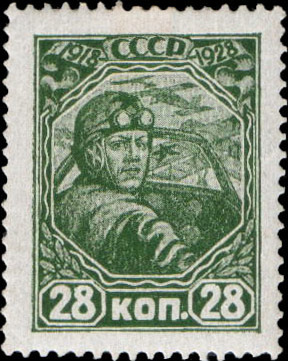

Серия почтовых марок, 1938 год: 20 лет РККА
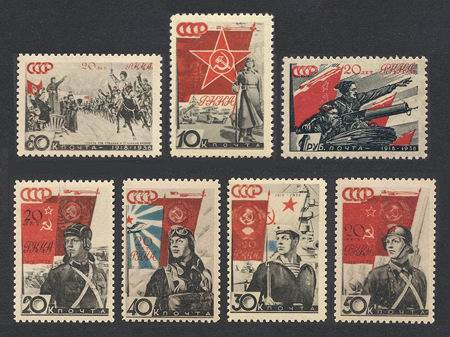

Серия почтовых марок, 1948 год: 30 лет Советской Армии
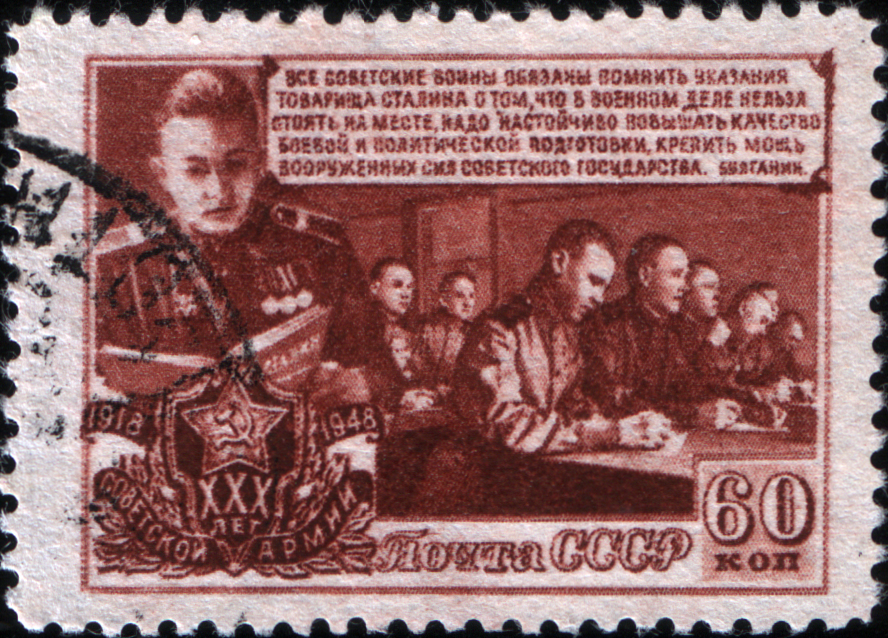
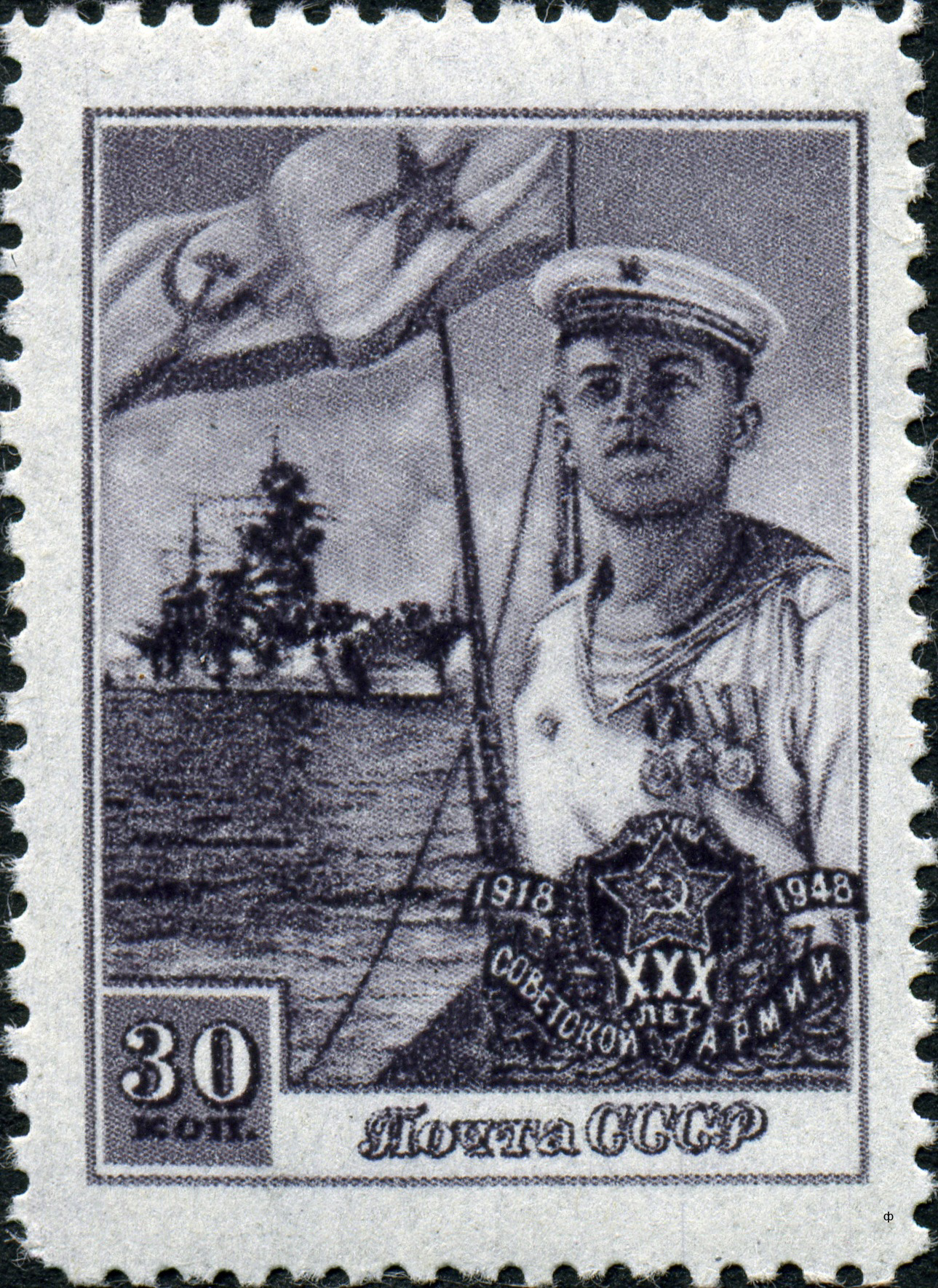
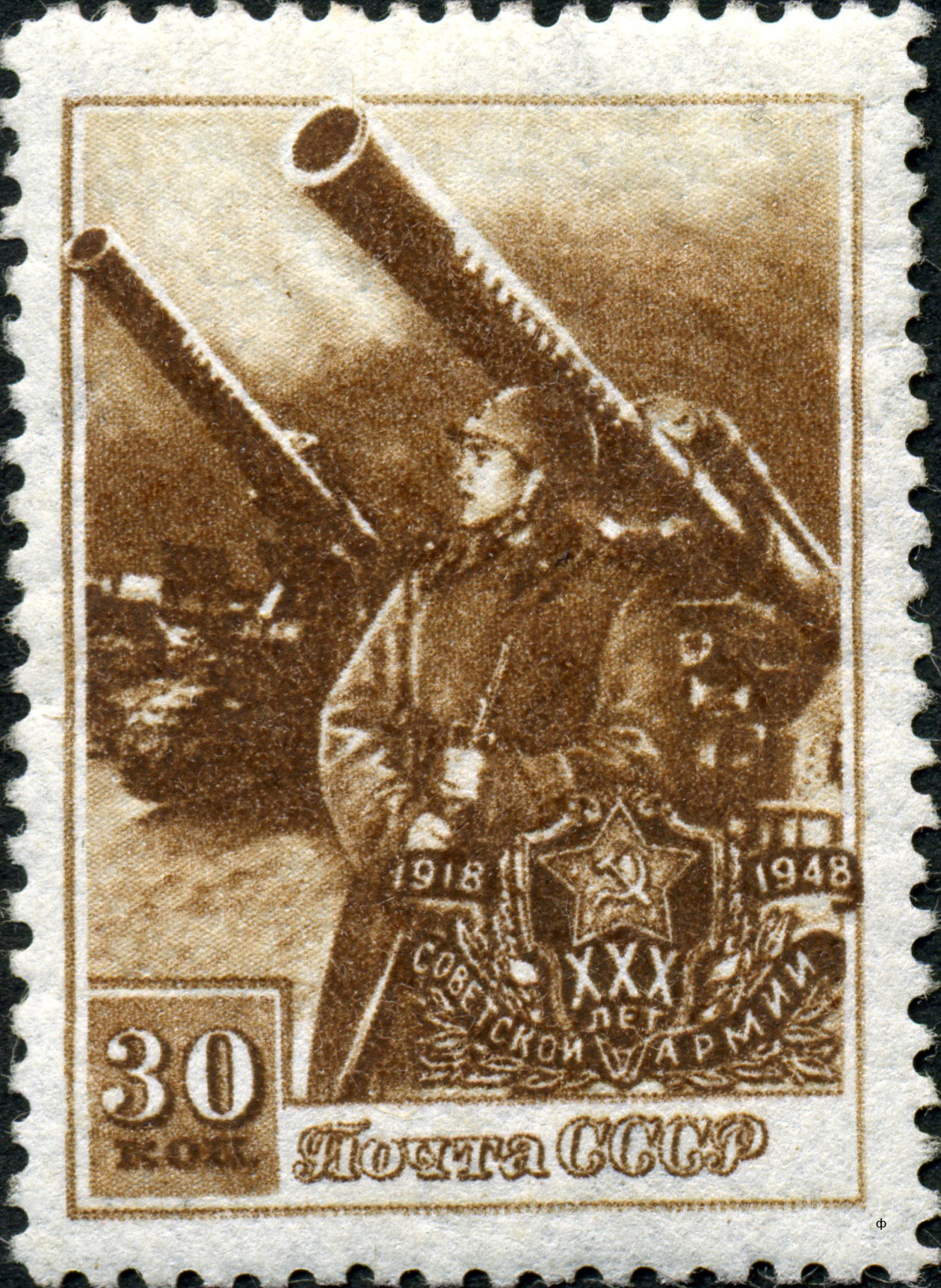
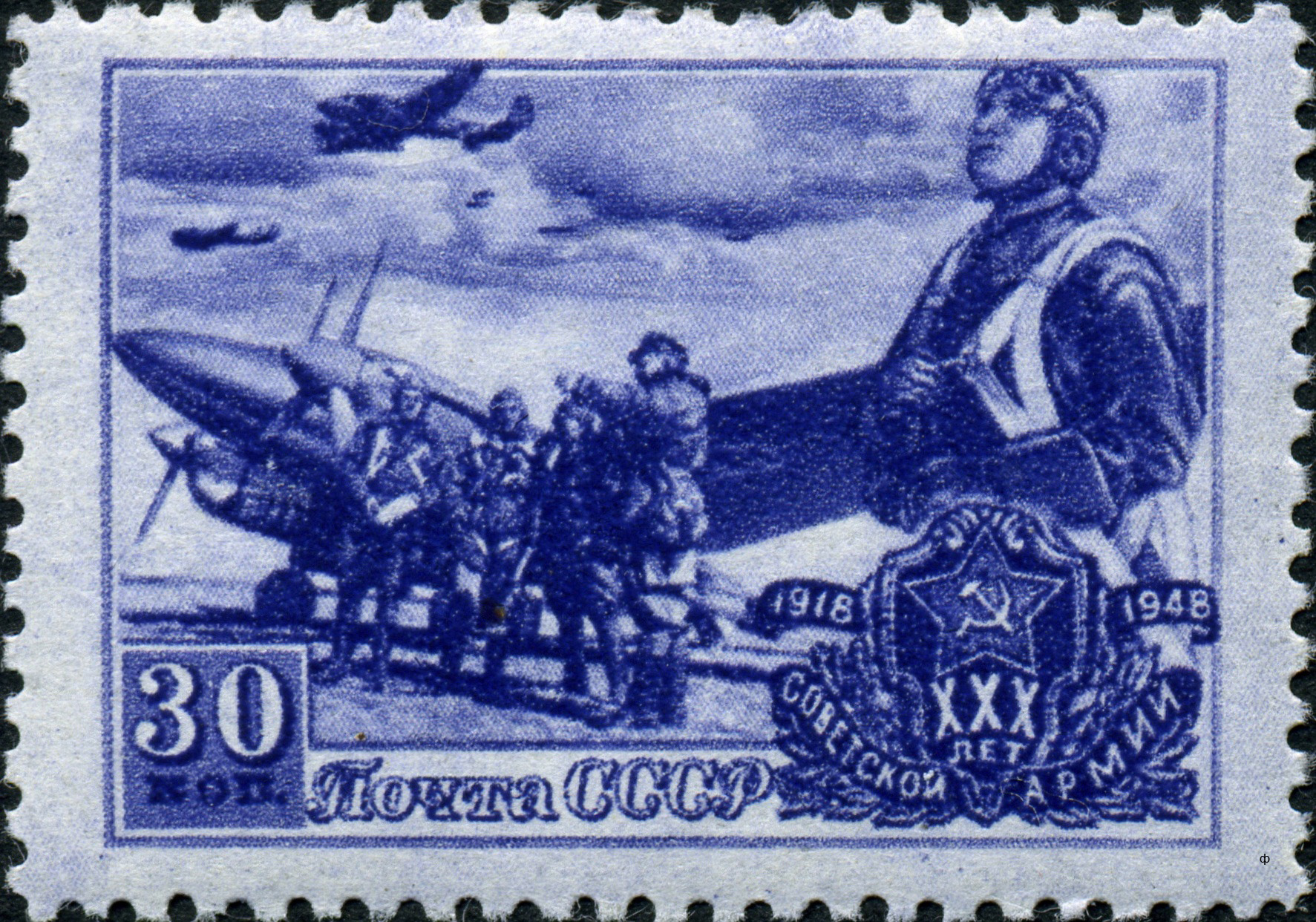

Серия почтовых марок, 1958 год: 40 лет Вооружённым Силам СССР
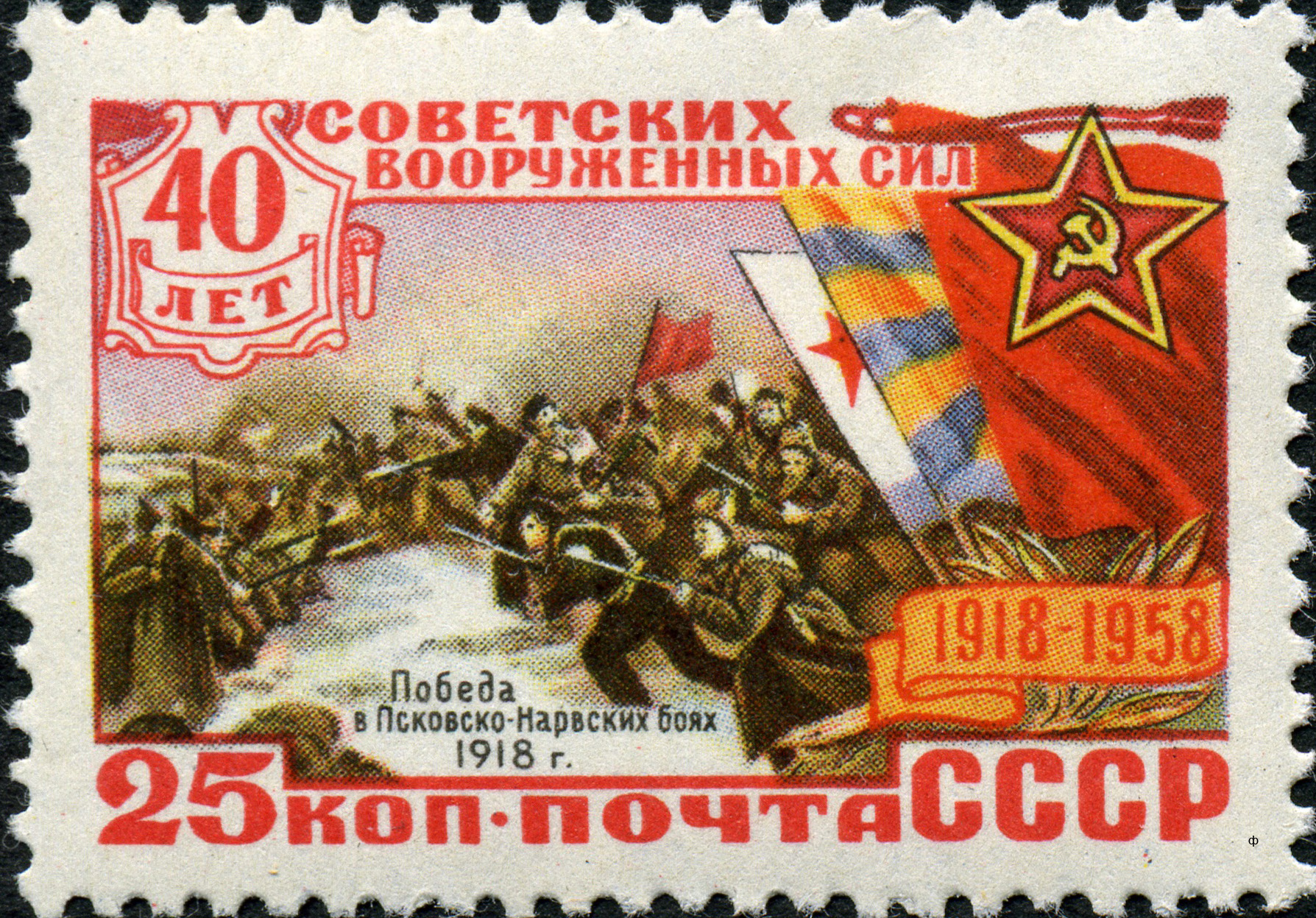
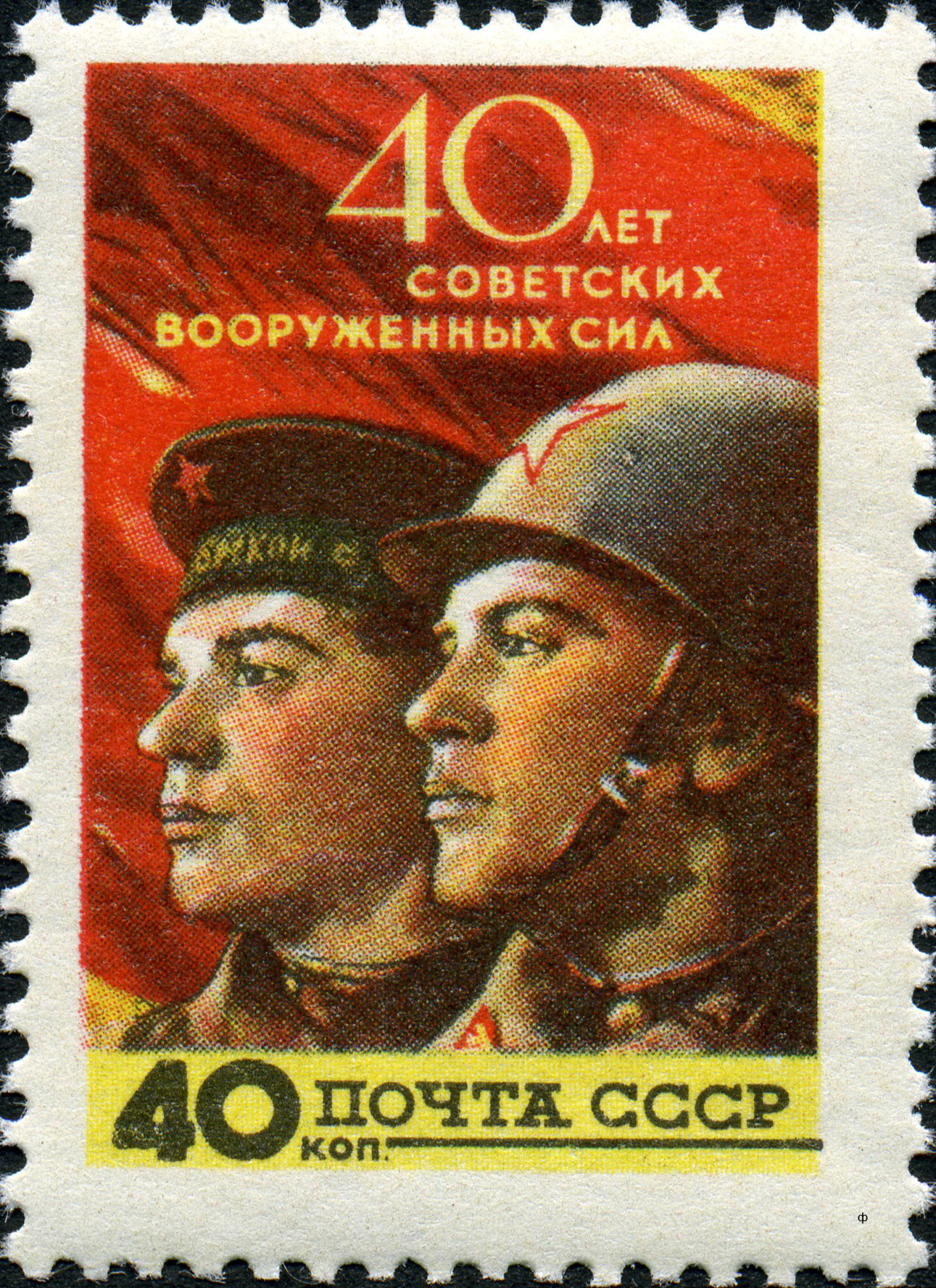
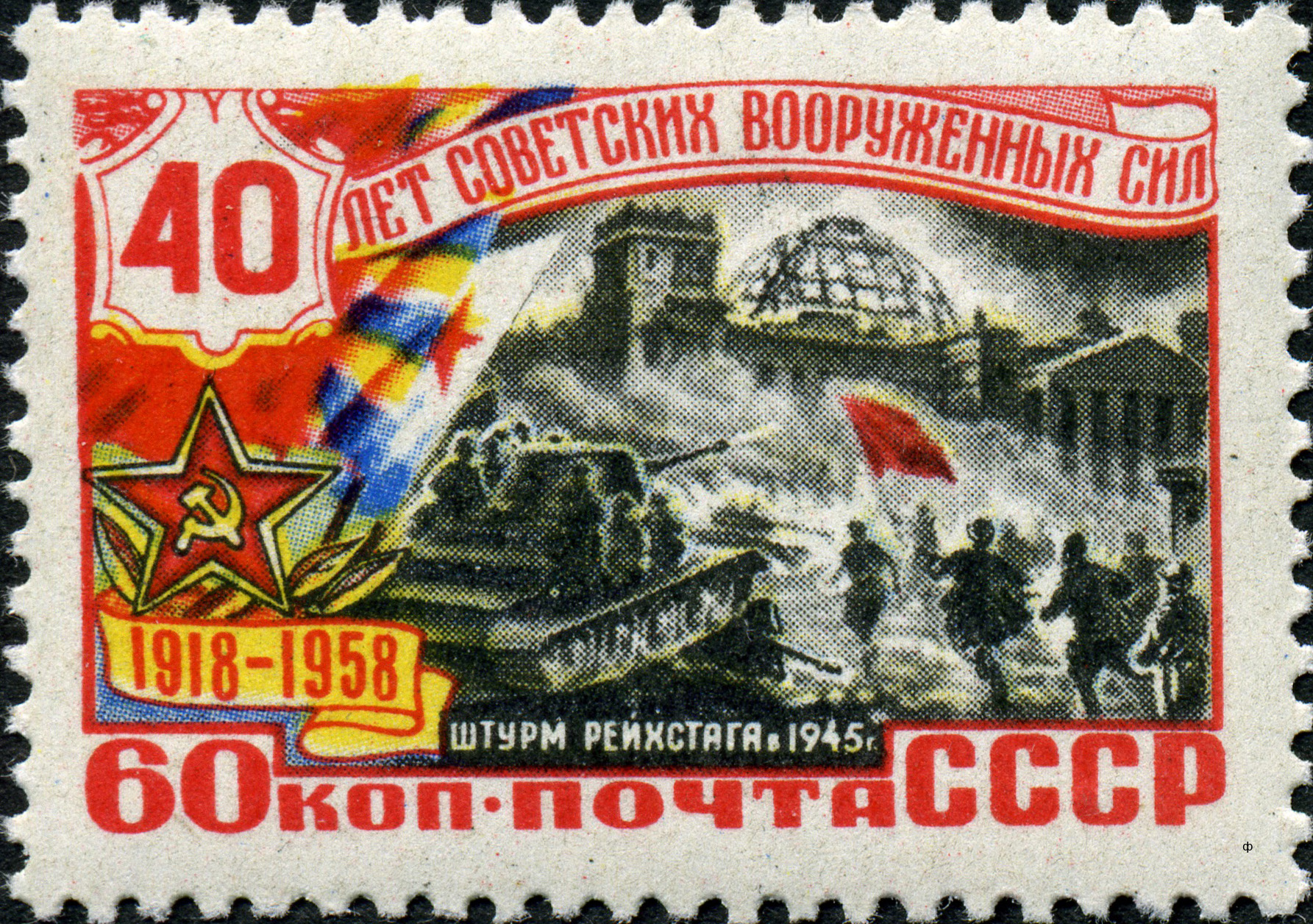
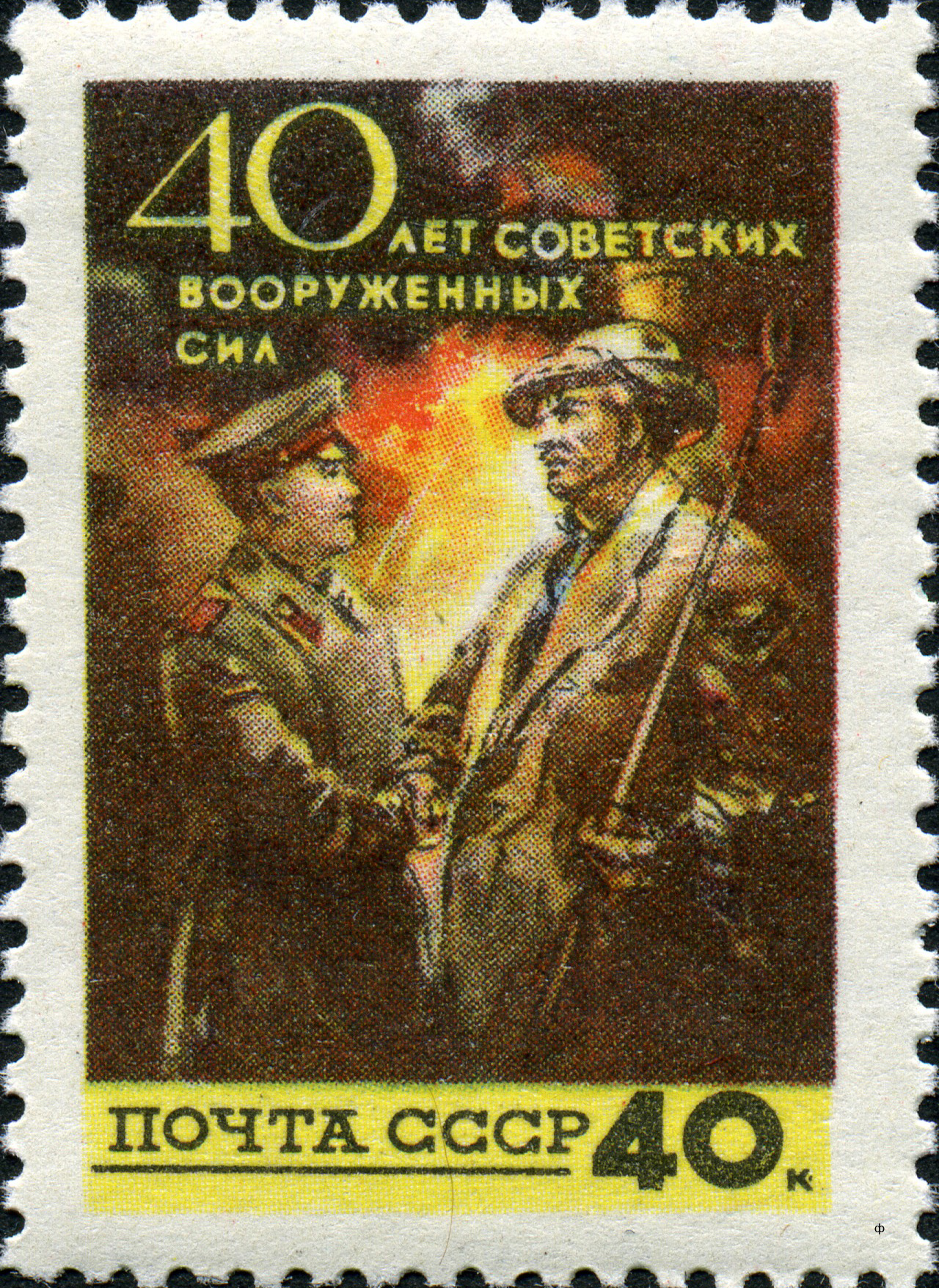
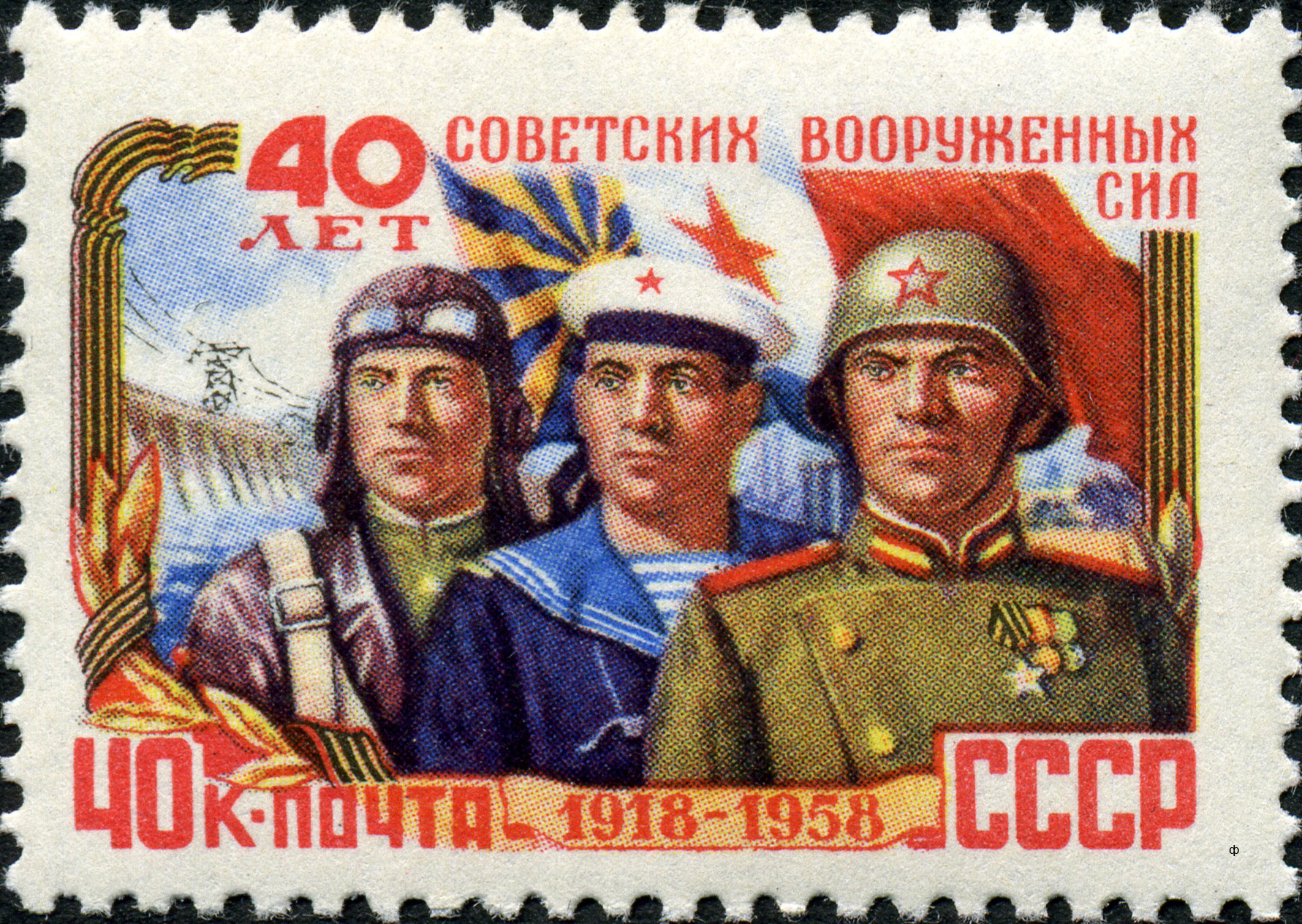

Особенно многочисленная и красочная серия почтовых марок была выпущена к 50-летию Советских Вооружённых Сил:

Серия почтовых марок, 1968 год: 50 лет Советских Вооружённых Сил
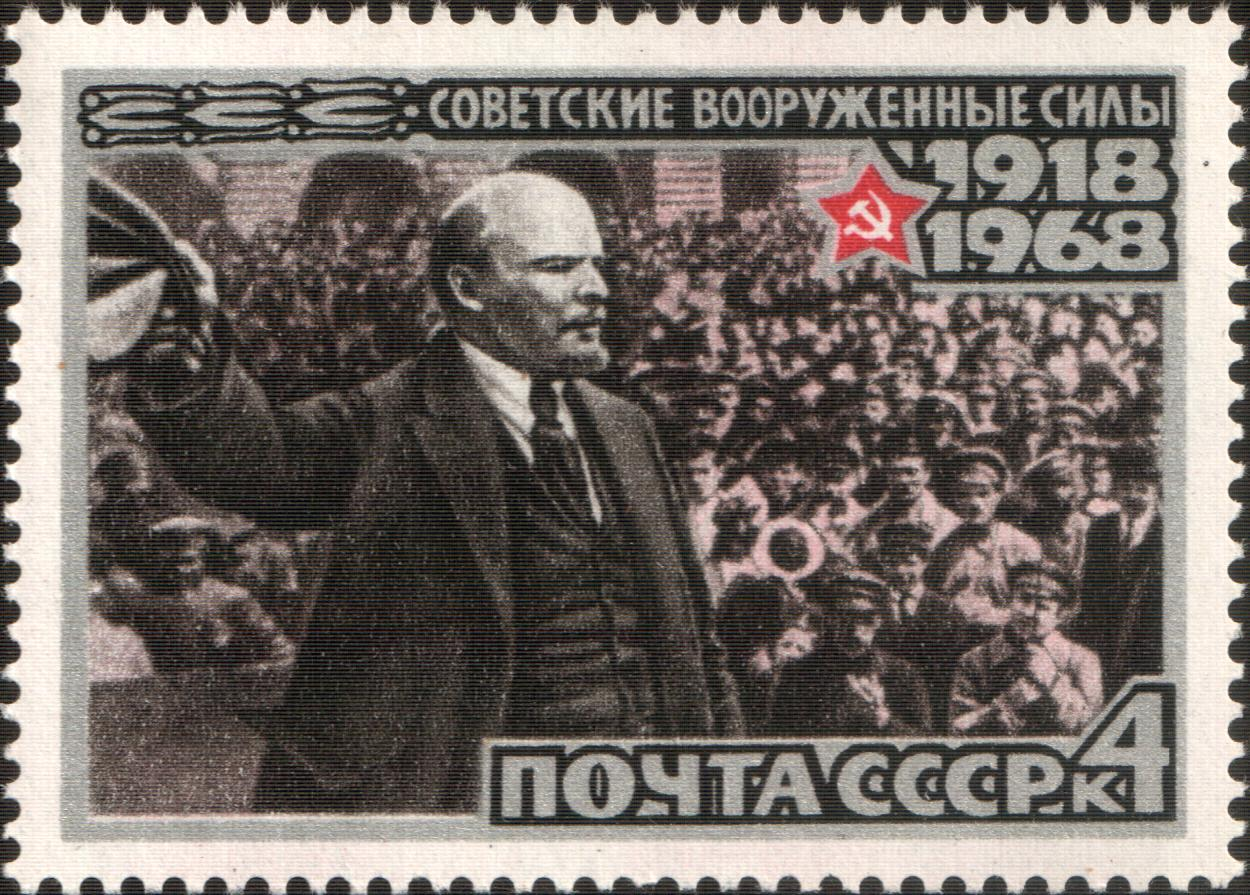
1919 год. Выступление В. И. Ленина перед войсками Всевобуча на Красной площади в Москве
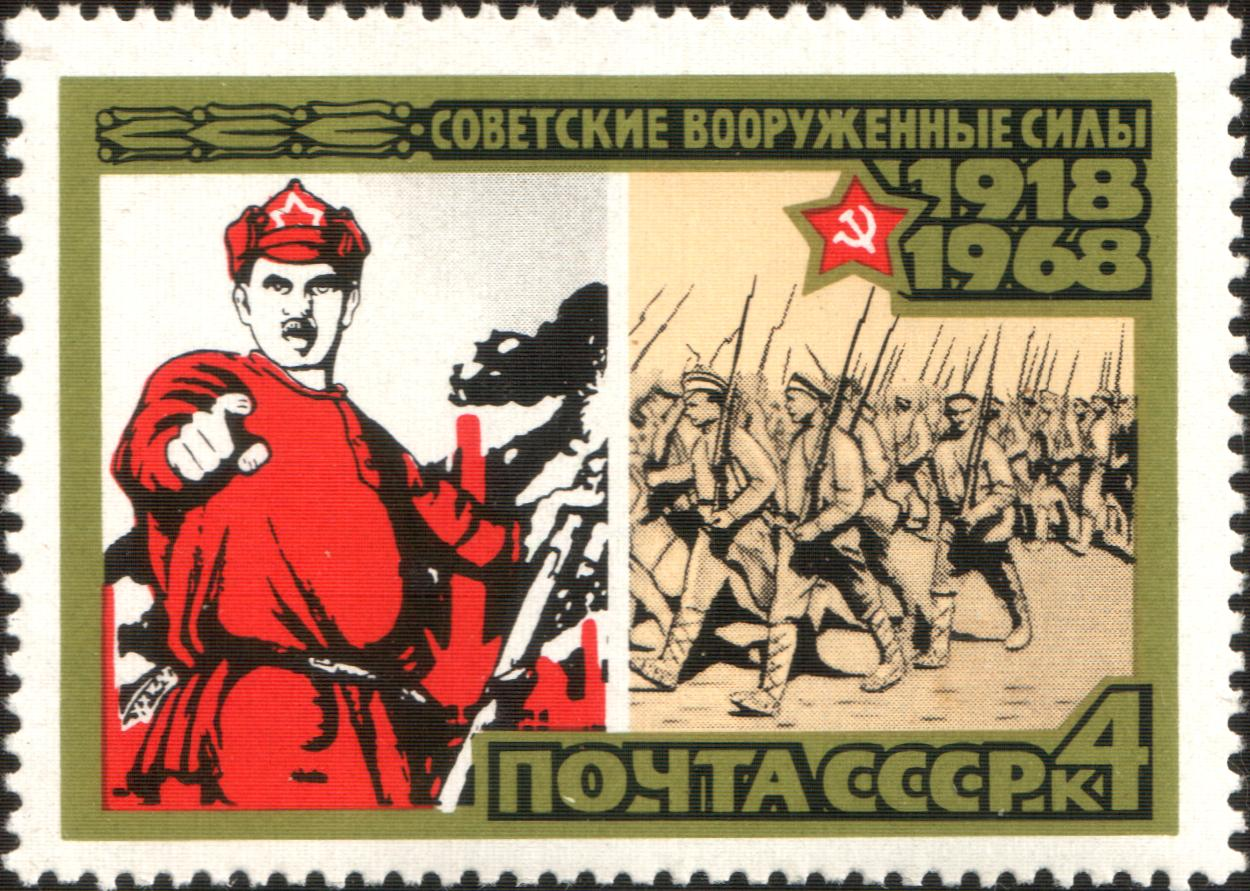
Ты записался добровольцем?
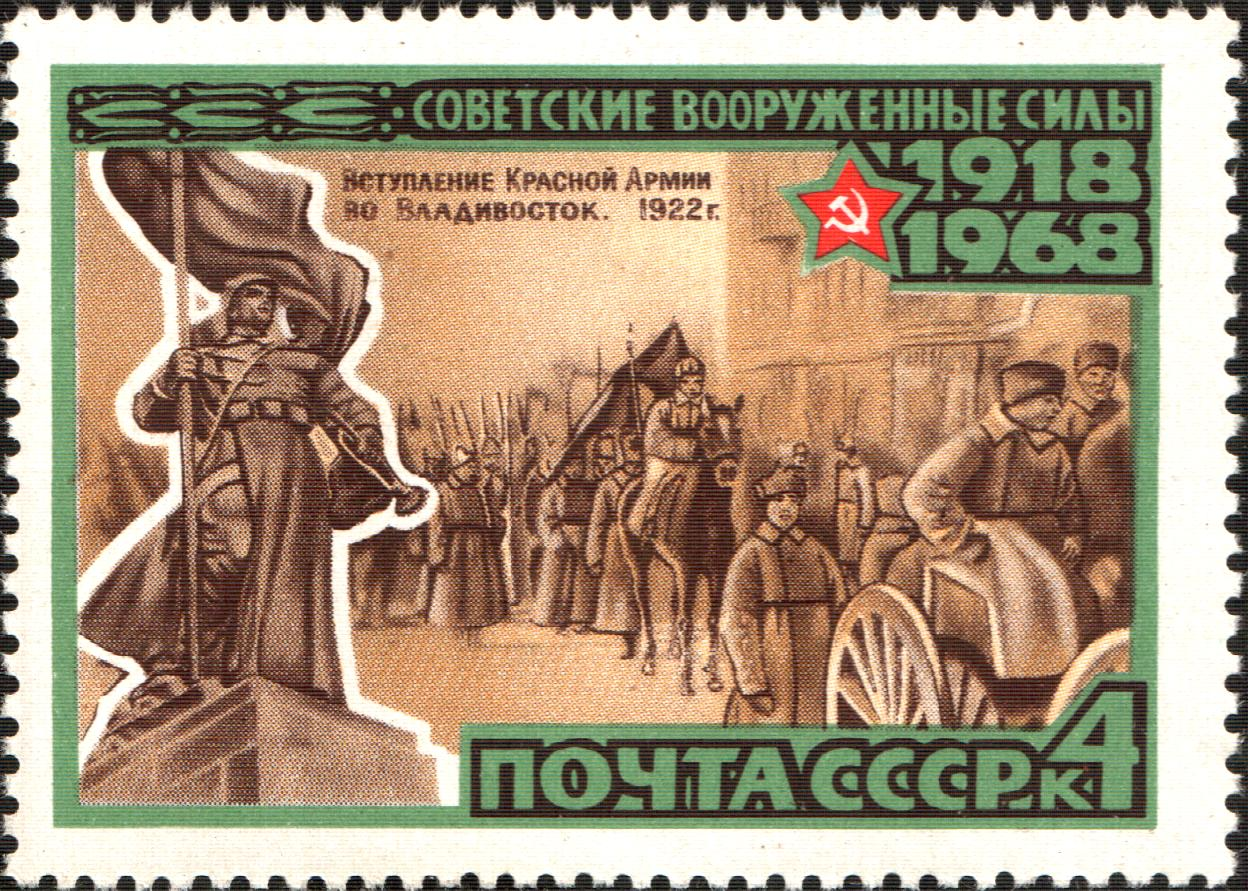
1922 год. Вступление частей Красной Армии во Владивосток
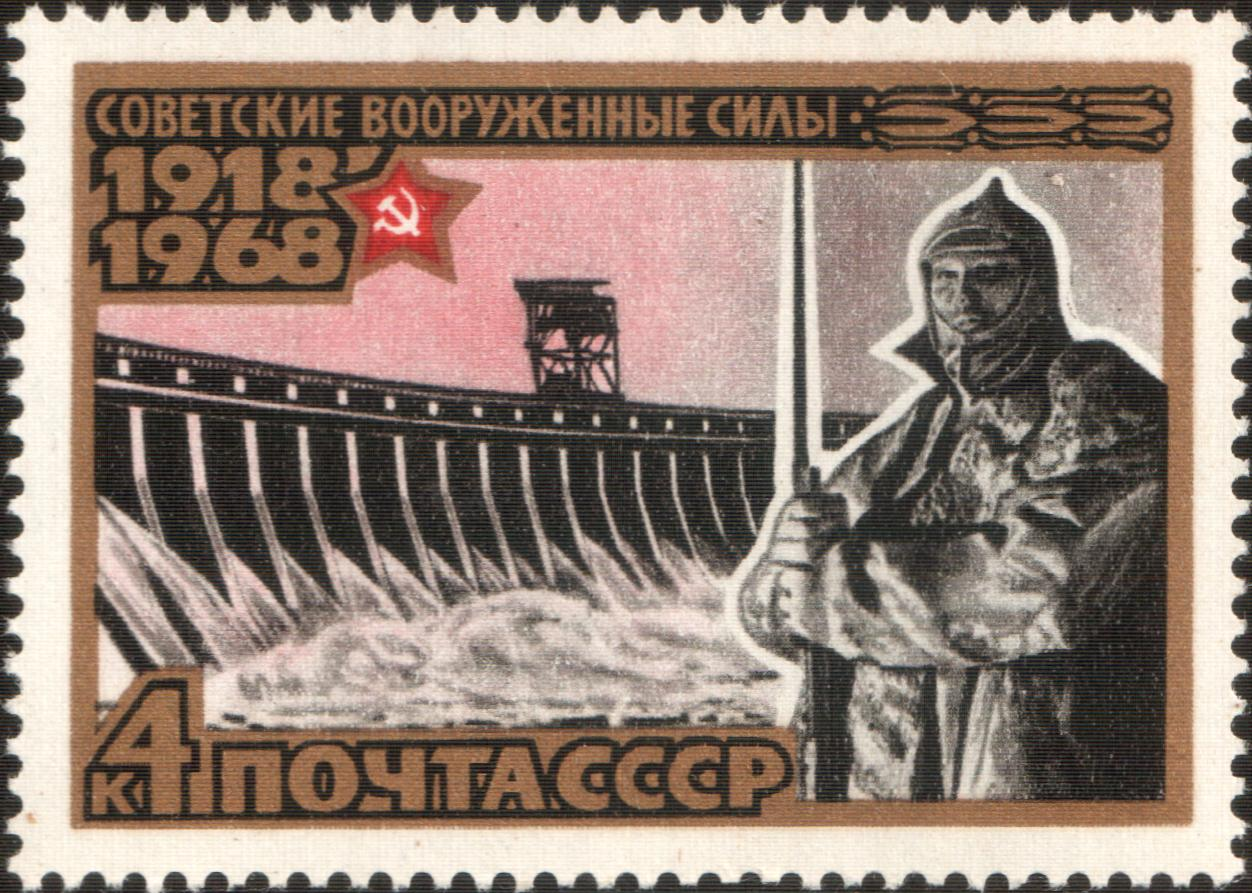
На страже мира и трудовых достижений
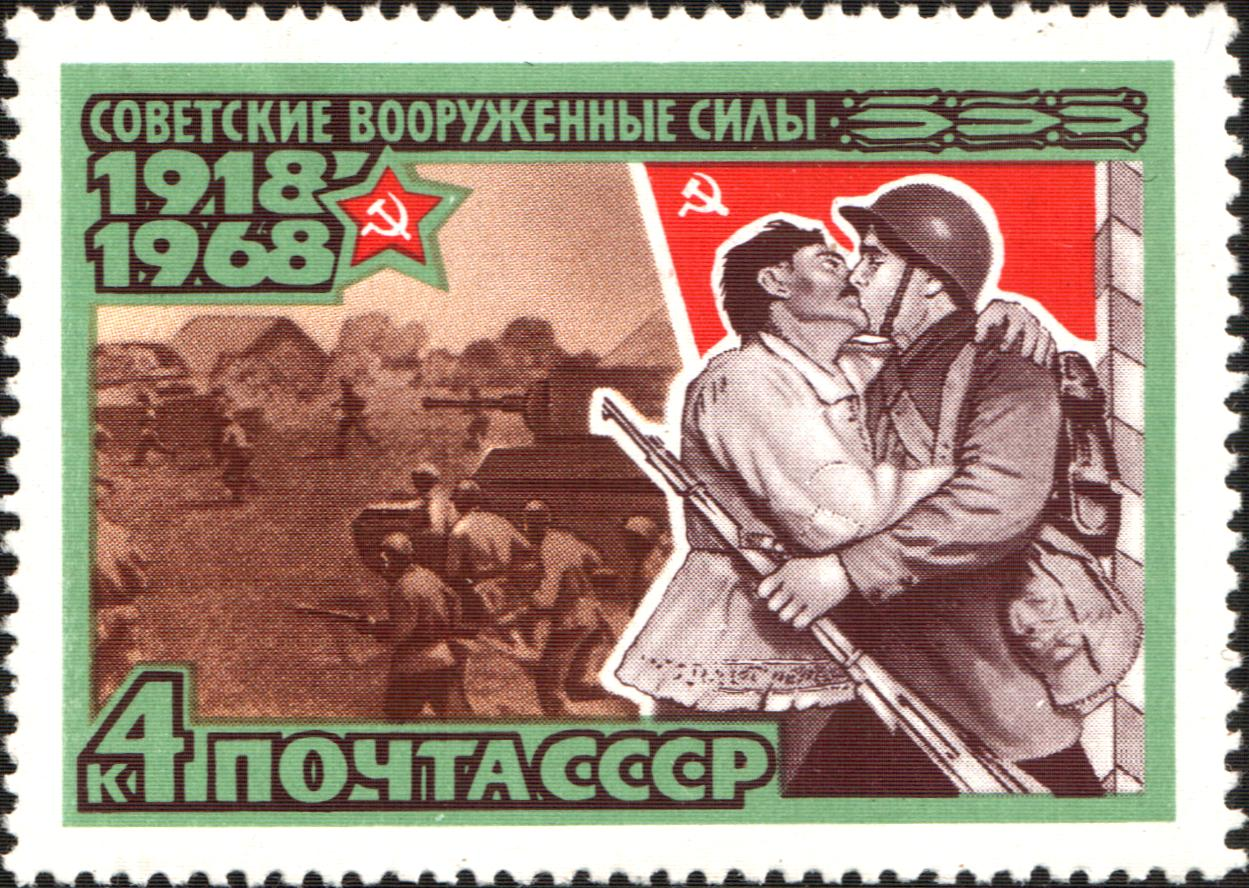
1939 год. Встреча Красной Армии населением Западной Украины и Западной Белоруссии
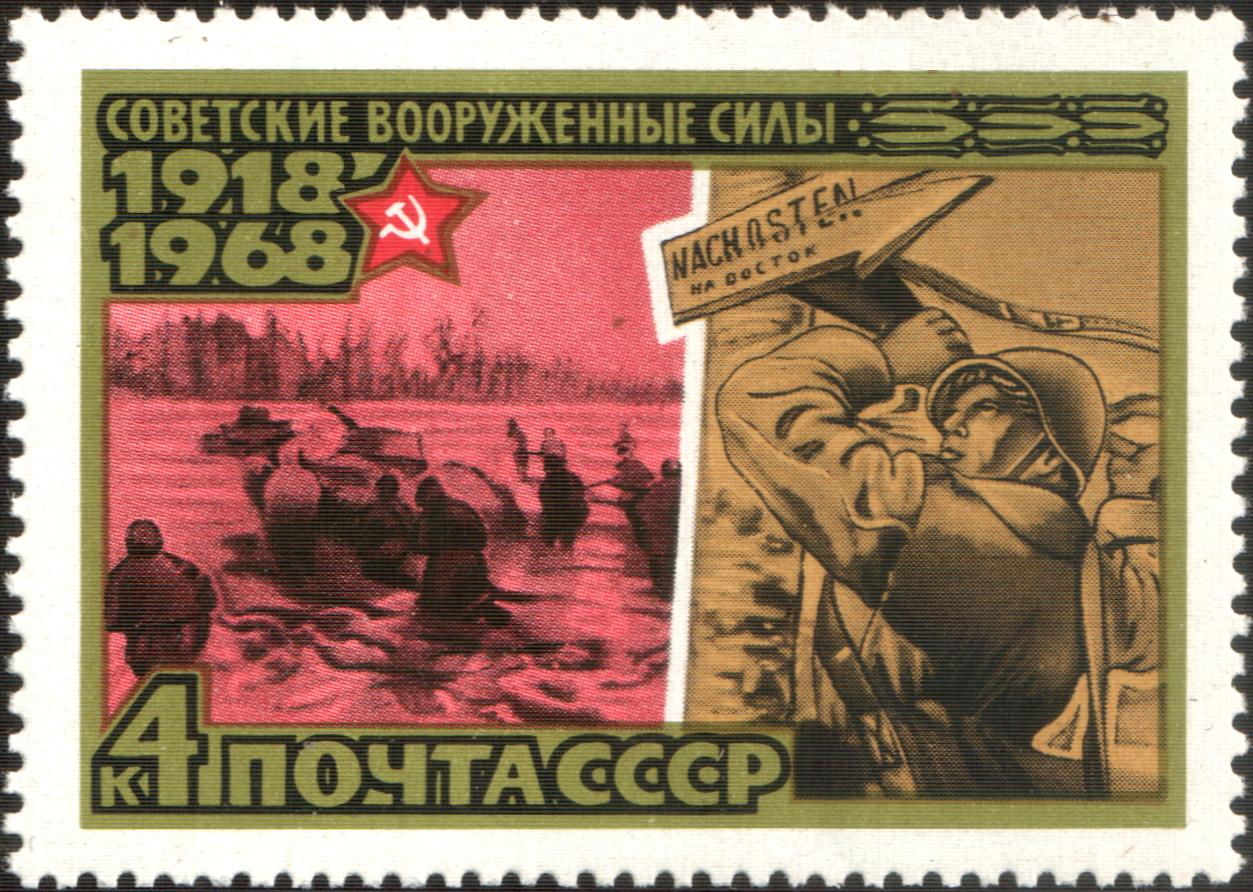
1941 год. Разгром немецко-фашистских войск под Москвой
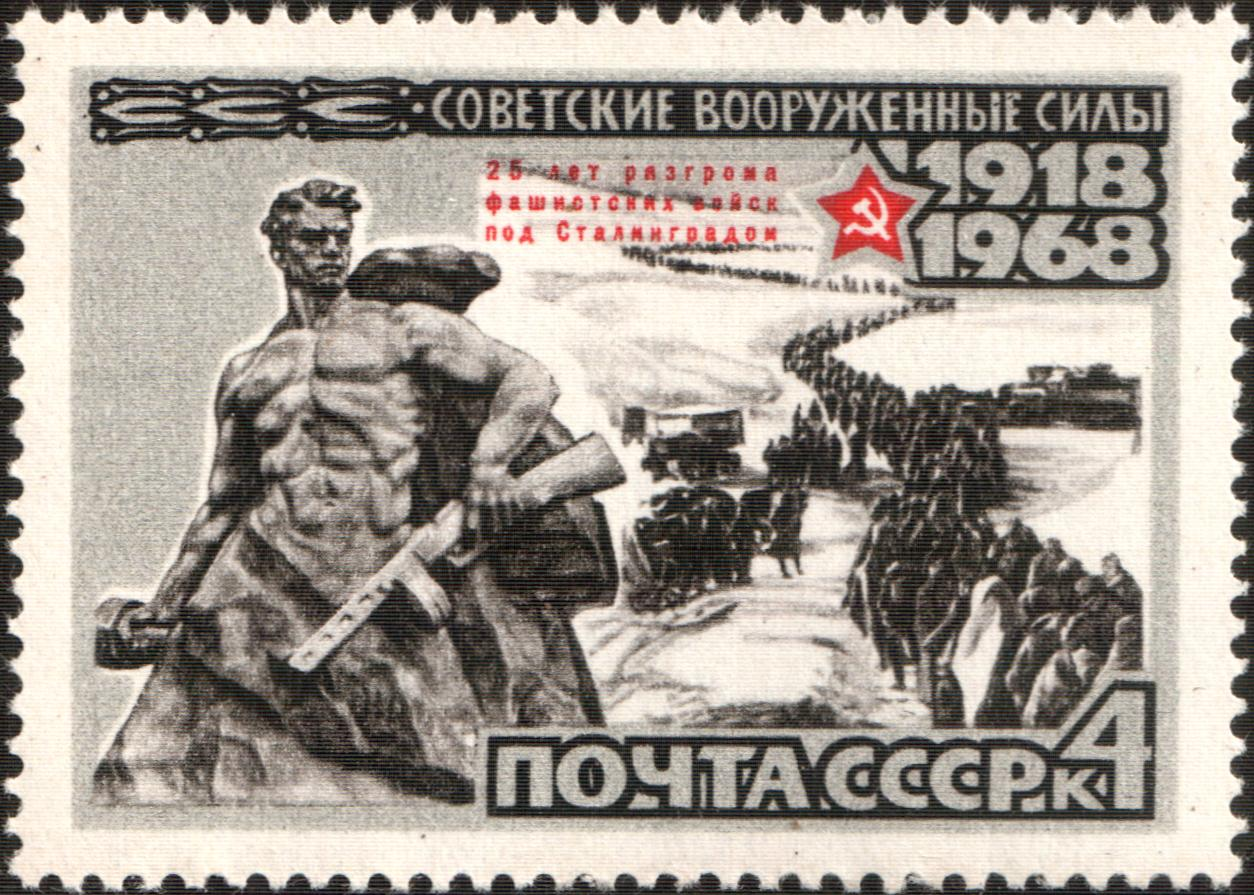
1943 год. Разгром немецко-фашистских войск под Сталинградом
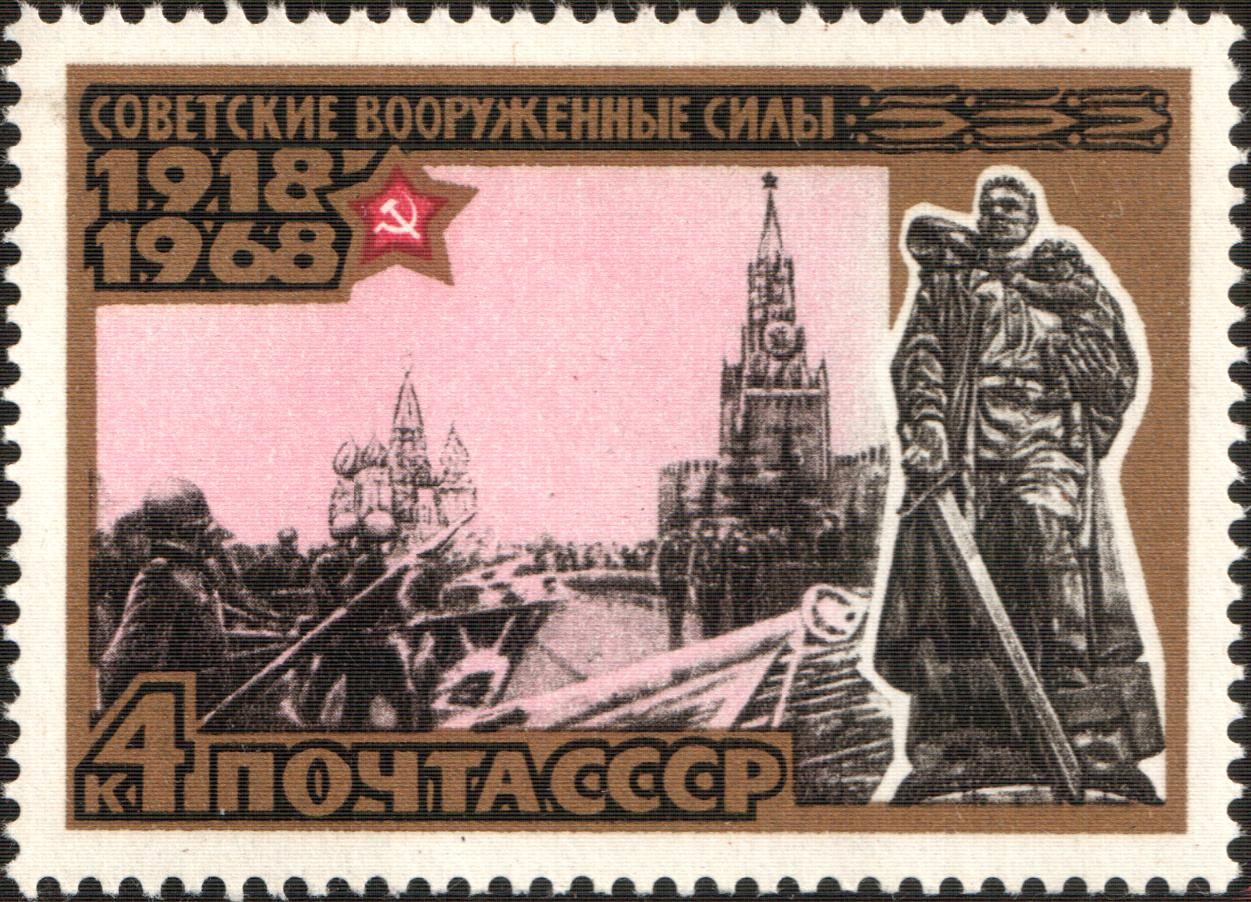
1945 год. Парад Победы на Красной площади в Москве
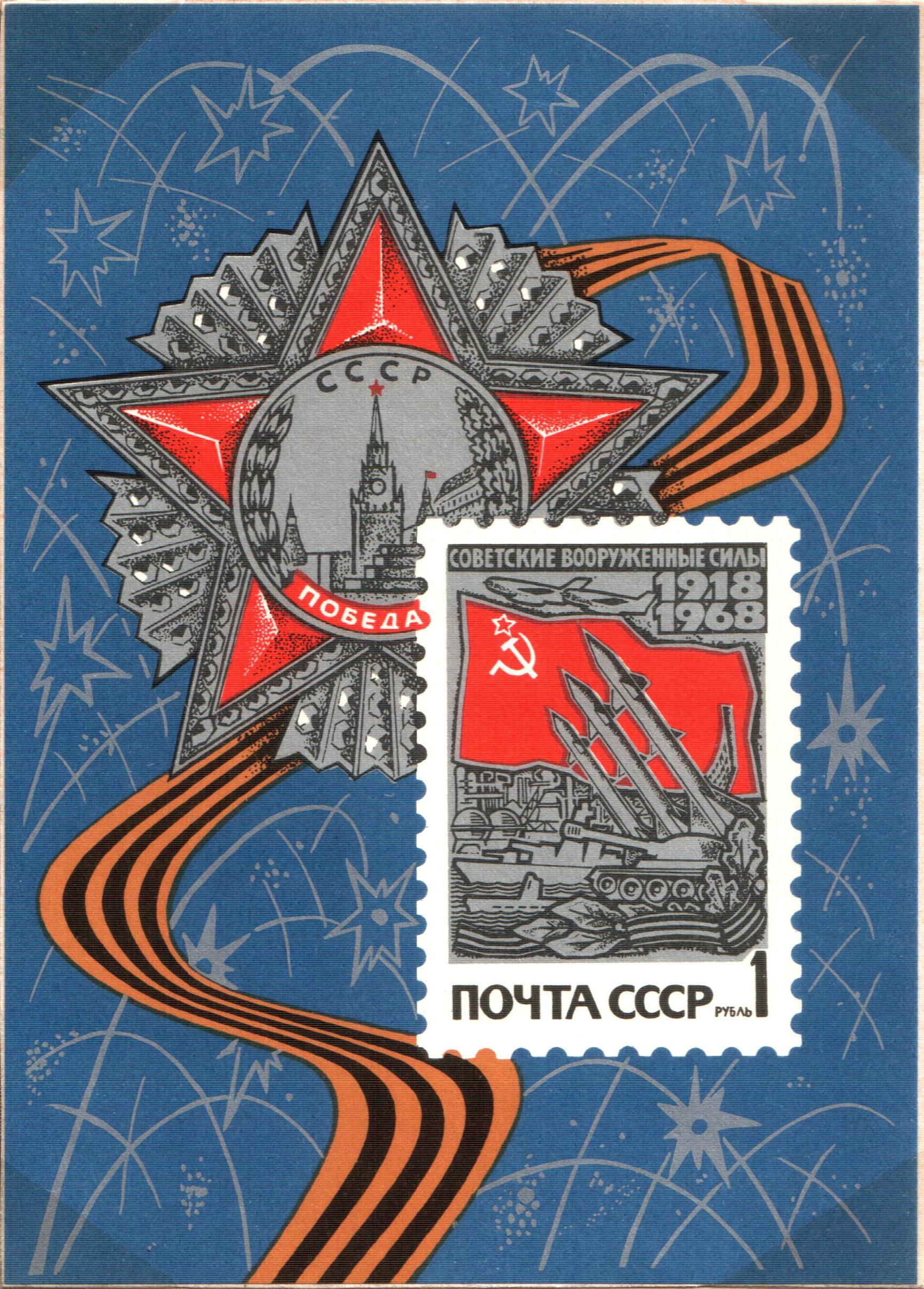
Почтовый блок серии
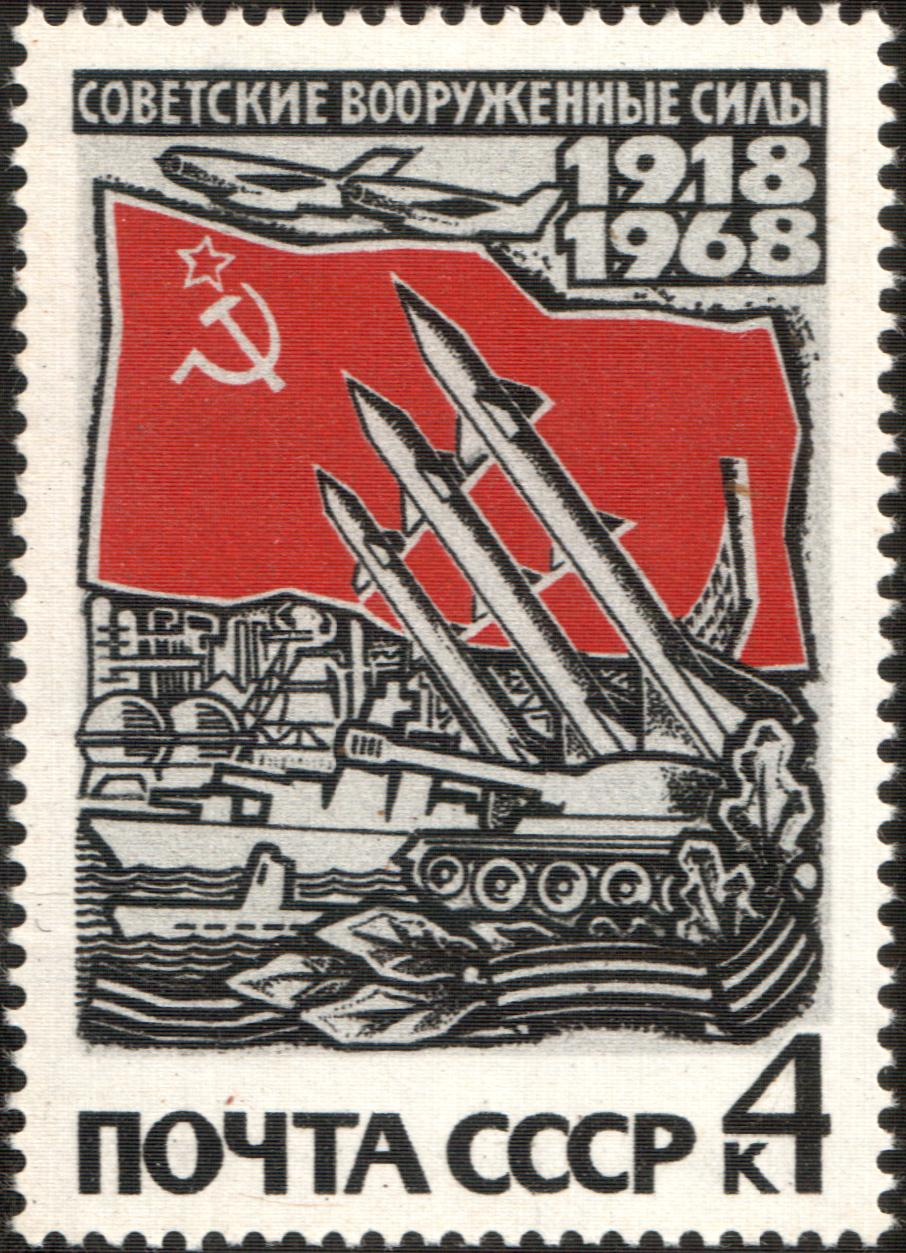
Боевая техника Вооружённых Сил СССР
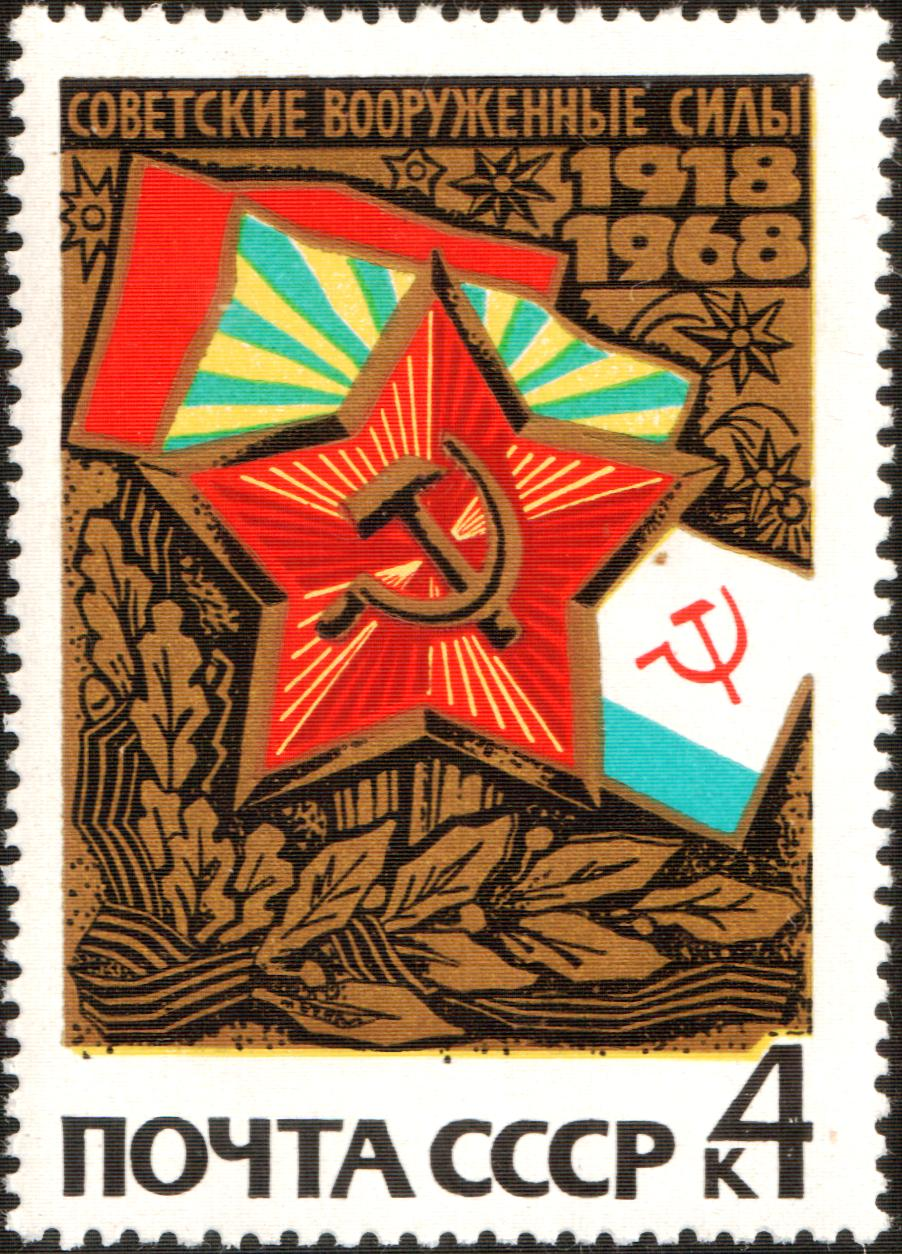
Пятиконечная звезда и флаги различных видов ВС СССР

Почтовая карточка Союза ССР, 1978 год: 60-летие Вооружённых Сил СССР
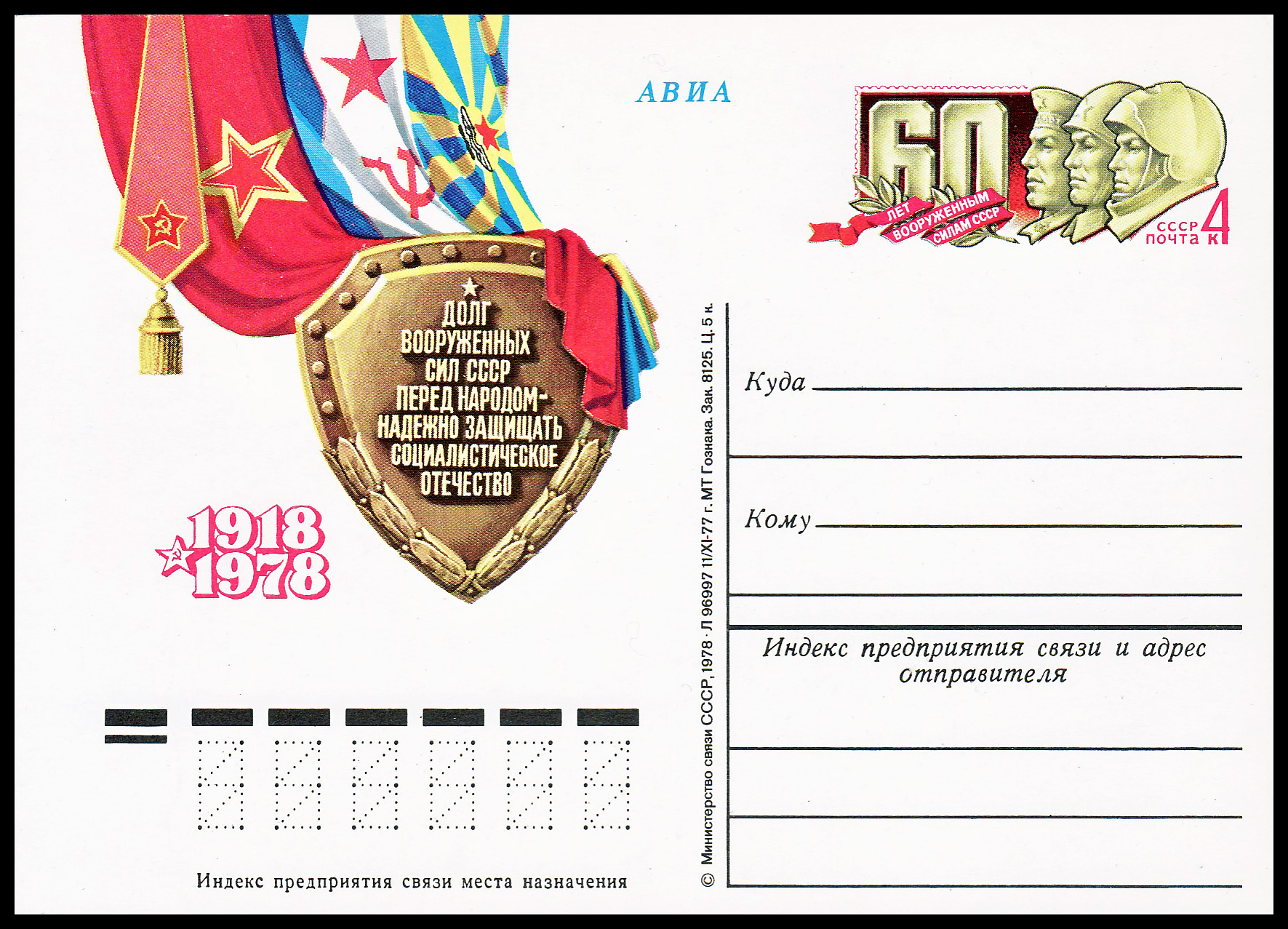
Почтовая карточка СССР. 1978 года. 60-летие Вооружённых Сил СССР.